# فهرست بزرگ‌ترین ورزشگاه‌های جهان

## فهرست

### ظرفیت ۱۰۰٬۰۰۰ یا بیشتر
ورزشگاه وطنی. (220000 نفره) 

| ورزشگاه                             | ظرفیت       | شهر (ایالت)        | کشور                | منطقه                | تیم(ها) | ورزش(ها)                              |
| ----------------------------------- | ----------- | ------------------ | ------------------- | -------------------- | --- | ------------------------------------- |
| ورزشگاه نارندرا مودی                | ۱۳۲٬۰۰۰ نفر | احمدآباد، گجرات    | هند                 | جنوب آسیا            | تایتان‌های گجرات (۲۰۲۲–اکنون) تیم کریکت گجرات (۱۹۸۳–اکنون) تیم ملی کریکت هند (۱۹۸۳–اکنون) تیم ملی کریکت زنان هند (۲۰۱۱–اکنون) راجستان رویالز (۲۰۱۰–۲۰۱۴) | کریکت                                 |
| ورزشگاه می دی                       | 114,000 نفر | پیونگ‌یانگ          | کره شمالی           | شرق آسیا             | تیم ملی فوتبال کره شمالی* | فوتبال، دو و میدانی، بازی‌های دسته‌جمعی |
| ورزشگاه میشیگان                     | ۱۰۷٬۶۰۱ نفر | ان آربر، میشیگان   | ایالات متحده آمریکا | آمریکای شمالی        | Michigan Wolverines football | فوتبال آمریکایی                       |
| Beaver Stadium                      | ۱۰۶٬۵۷۲ نفر | استیت کالج         | ایالات متحده آمریکا | آمریکای شمالی        | Penn State Nittany Lions football | فوتبال آمریکایی                       |
| ورزشگاه اوهایو                      | ۱۰۲٬۷۸۰ نفر | کلمبوس، اوهایو     | ایالات متحده آمریکا | آمریکای شمالی        | Ohio State Buckeyes football | فوتبال آمریکایی                       |
| Kyle Field                          | ۱۰۲٬۷۳۳ نفر | کالج استیشن، تگزاس | ایالات متحده آمریکا | آمریکای شمالی        | Texas A&M Aggies football | فوتبال آمریکایی                       |
| Tiger Stadium                       | ۱۰۲٬۳۲۱ نفر | بتن‌روژ، لوئیزیانا  | ایالات متحده آمریکا | آمریکای شمالی        | LSU Tigers football | فوتبال آمریکایی                       |
| ورزشگاه نیلند                       | ۱۰۱٬۹۱۵ نفر | ناکسویل، تنسی      | ایالات متحده آمریکا | آمریکای شمالی        | Tennessee Volunteers football | فوتبال آمریکایی                       |
| ورزشگاه دارل ک. رویال مموریال تگزاس | ۱۰۰٬۱۱۹ نفر | آستین، تگزاس       | ایالات متحده آمریکا | آمریکای شمالی        | Texas Longhorns football | فوتبال آمریکایی                       |
| ورزشگاه بریانت–دنی                  | ۱۰۰٬۰۷۷ نفر | تاسکالوسا، آلاباما | ایالات متحده آمریکا | آمریکای شمالی        | فوتبال کریمسن تاید آلاباما | فوتبال آمریکایی                       |
| ورزشگاه کریکت ملبورن                | ۱۰۰٬۰۲۴نفر  | ملبورن، ویکتوریا   | استرالیا            | استرالیا و اقیانوسیه | Australia nationalکریکت team, Victoriaکریکت team, Melbourneکریکت Club, Melbourne Stars, Melbourne FC, Richmond FC, Collingwood FC, Hawthorn FC          | کریکت، فوتبال استرالیایی              |

### ظرفیت ۹۰٬۰۰۰–۱۰۰٬۰۰۰
| ورزشگاه                            | ظرفیت  | شهر (ایالت)           | کشور                | منطقه         | تیم(ها)                                                | ورزش(ها)                               |
| ---------------------------------- | ------ | --------------------- | ------------------- | ------------- | ------------------------------------------------------ | -------------------------------------- |
| ورزشگاه نیوکمپ                     | 99,354 | بارسلون               | اسپانیا             | اروپا         | باشگاه فوتبال بارسلونا                                 | فوتبال                                 |
| New Administrative Capital Stadium | 94,940 | پایتخت جدید اداری مصر | مصر                 | آفریقا        | تیم ملی فوتبال مصر                                     | فوتبال                                 |
| ورزشگاه اف‌ان‌بی                     | 94,736 | ژوهانسبورگ            | آفریقای جنوبی       | آفریقا        | تیم ملی فوتبال آفریقای جنوبی، باشگاه فوتبال کایزر چیفس | فوتبال                                 |
| ورزشگاه سانفورد                    | 92,746 | آتن، جورجیا           | ایالات متحده آمریکا | آمریکای شمالی | Georgia Bulldogs football                              | فوتبال آمریکایی                        |
| ورزشگاه کاتن بول                   | 92,100 | دالاس، تگزاس          | ایالات متحده آمریکا | آمریکای شمالی | دالاس                                                  | فوتبال آمریکایی                        |
| ورزشگاه رز بول                     | 90,888 | پاسادینا، کالیفرنیا   | ایالات متحده آمریکا | آمریکای شمالی | UCLA Bruins football, Rose Bowl Game                   | فوتبال آمریکایی                        |
| ورزشگاه ومبلی                      | ۹۰٬۰۰۰ | لندن                  | بریتانیا            | اروپا         | تیم ملی فوتبال انگلستان                                | فوتبال، راگبی ۱۳ نفره، فوتبال آمریکایی |

### ظرفیت ۸۰٬۰۰۰–۹۰٬۰۰۰
| ورزشگاه                                  | ظرفیت  | شهر (ایالت)             | کشور                  | منطقه          | تیم(ها) | ورزش(ها)                                                |
| ---------------------------------------- | ------ | ----------------------- | --------------------- | -------------- | --- | ------------------------------------------------------- |
| ورزشگاه ملی لوسیل                        | 88,966 | لوسیل                   | قطر                   | غرب آسیا       | تیم ملی فوتبال قطر | فوتبال                                                  |
| Ben Hill Griffin Stadium                 | 88,548 | گینزویل، فلوریدا        | ایالات متحده آمریکا   | آمریکای شمالی  | Florida Gators football | فوتبال آمریکایی                                         |
| Jordan–Hare Stadium                      | 87,451 | اوبرن، آلاباما          | ایالات متحده آمریکا   | آمریکای شمالی  | Auburn Tigers football | فوتبال آمریکایی                                         |
| ورزشگاه ملی بوکیت جلیل                   | 87,411 | کوالا لامپور            | مالزی                 | جنوب شرق آسیا  | تیم ملی فوتبال مالزی | فوتبال، دو و میدانی                                     |
| ورزشگاه آزتکا                            | 87,523 | مکزیکوسیتی              | مکزیک                 | آمریکای شمالی  | باشگاه فوتبال آمریکا، باشگاه فوتبال کروز آزول، تیم ملی فوتبال مکزیک | فوتبال                                                  |
| Memorial Stadium                         | 86,047 | لینکلن، نبراسکا         | ایالات متحده آمریکا   | آمریکای شمالی  | Nebraska Cornhuskers football | فوتبال آمریکایی                                         |
| ورزشگاه برج العرب                        | 86,000 | اسکندریه                | مصر                   | آفریقا         | تیم ملی فوتبال مصر | فوتبال                                                  |
| ورزشگاه یووا بهراتی کریرانگان            | 85,000 | کلکته                   | هند                   | جنوب آسیا      | تیم ملی فوتبال هند، باشگاه فوتبال بنگال شرقی، ATK Mohun Bagan FC, Mohammedan S.C. | فوتبال، دو و میدانی                                     |
| ورزشگاه استرالیا                         | 83,500 | سیدنی                   | استرالیا              | اقیانوسیه      | Wallabies, New South Wales Waratahs, New South Wales Blues, Canterbury-Bankstown Bulldogs, South Sydney Rabbitohs, GWS Giants, تیم ملی فوتبال استرالیا، تیم ملی فوتبال زنان استرالیا، باشگاه فوتبال سیدنی | راگبی ۱۵ نفره، راگبی ۱۳ نفره، فوتبال استرالیایی، فوتبال |
| ورزشگاه مونومنتال                        | ۸۳٬۱۹۸ | بوئنوس آیرس             | آرژانتین              | آمریکای جنوبی  | تیم ملی فوتبال آرژانتین، باشگاه فوتبال ریور پلاته | فوتبال                                                  |
| ورزشگاه متلایف                           | 82,500 | رادرفورد شرقی، نیوجرسی  | ایالات متحده آمریکا   | آمریکای شمالی  | نیویورک جاینتز، نیویورک جتز | فوتبال آمریکایی                                         |
| ورزشگاه کروک پارک                        | 82,300 | دوبلین                  | جمهوری ایرلند         | اروپا          | GAA | فوتبال گیلیک، هورلینگ، کاموگی                           |
| Jakarta International Stadium            | ۸۲٬۰۰۰ | جاکارتا                 | اندونزی               | جنوب شرقی آسیا | باشگاه فوتبال پرسیجا جاکارتا | فوتبال                                                  |
| ورزشگاه توییکنهام                        | 82,000 | لندن                    | بریتانیا              | اروپا          | England national راگبی ۱۵ نفره team | راگبی ۱۵ نفره                                           |
| Memorial Stadium                         | 81,500 | کلمسون، کارولینای جنوبی | ایالات متحده آمریکا   | آمریکای شمالی  | Clemson Tigers football | فوتبال آمریکایی                                         |
| Lambeau Field                            | 81,441 | گرین‌بی، ویسکانسین       | ایالات متحده آمریکا   | آمریکای شمالی  | گرین بی پکرز | فوتبال آمریکایی                                         |
| ورزشگاه وستفالن                          | 81,365 | دورتموند                | آلمان                 | اروپا          | باشگاه فوتبال بروسیا دورتموند | فوتبال                                                  |
| ورزشگاه استاد دو فرانس                   | 81,338 | سن-دنی، سن-سن-دنی       | فرانسه                | اروپا          | تیم ملی فوتبال فرانسه، France national راگبی ۱۵ نفره team*, Stade Français*, Racing Métro* | فوتبال، راگبی ۱۵ نفره                                   |
| ورزشگاه سانتیاگو برنابئو                 | 81,044 | مادرید                  | اسپانیا               | اروپا          | باشگاه فوتبال رئال مادرید | فوتبال                                                  |
| ورزشگاه لوژنیکی                          | 81,000 | مسکو                    | روسیه                 | اروپا          | تیم ملی فوتبال روسیه | فوتبال                                                  |
| ورزشگاه شاه عالم                         | 80,372 | شاه عالم                | مالزی                 | جنوب شرقی آسیا | باشگاه فوتبال سلانگور | فوتبال                                                  |
| Camp Randall Stadium                     | 80,321 | مدیسن، ویسکانسین        | ایالات متحده آمریکا   | آمریکای شمالی  | Wisconsin Badgers football | فوتبال آمریکایی                                         |
| Gaylord Family Oklahoma Memorial Stadium | 80,126 | نورمن، اکلاهما          | ایالات متحده آمریکا   | آمریکای شمالی  | Oklahoma Sooners football | فوتبال آمریکایی                                         |
| Estadio Monumental                       | 80,093 | لیما                    | پرو                   | آمریکای جنوبی  | باشگاه فوتبال اونیورسیتاریو ده دپورتس | فوتبال                                                  |
| ورزشگاه سن سیرو                          | 80,018 | میلان                   | ایتالیا               | اروپا          | باشگاه فوتبال آ.ث. میلان، باشگاه فوتبال اینتر میلان | فوتبال                                                  |
| ورزشگاه المپیک گوانگ‌دونگ                 | 80,012 | گوانگ‌ژو، گوانگ‌دونگ      | چین                   | شرق آسیا       | | فوتبال، دو و میدانی                                     |
| Eden Gardens                             | 80,000 | کلکته                   | هند                   | جنوب آسیا      | تیم ملی کریکت هند، Bengalکریکت team, Kolkata Knight Riders* | کریکت                                                   |
| ورزشگاه ای تی اند تی                     | 80,000 | آرلینگتون، تگزاس        | ایالات متحده آمریکا   | آمریکای شمالی  | دالاس کاوبویز، Cotton Bowl | فوتبال آمریکایی                                         |
| ورزشگاه ملی پکن                          | 80,000 | پکن                     | چین                   | شرق آسیا       | | فوتبال، دو و میدانی                                     |
| ورزشگاه ۵ ژوئیه ۱۹۶۲                     | 80,000 | الجزیره                 | الجزایر               | آفریقا         | باشگاه فوتبال مولودیه الجزایر | فوتبال                                                  |
| ورزشگاه استید دس مارتیرس                 | 80,000 | کینشاسا                 | جمهوری دموکراتیک کنگو | آفریقا         | تیم ملی فوتبال جمهوری دموکراتیک کنگو | فوتبال                                                  |
| ورزشگاه ملی ژاپن                         | 80,000 | توکیو                   | ژاپن                  | شرق آسیا       | تیم ملی فوتبال ژاپن | فوتبال، دو و میدانی، راگبی ۱۵ نفره                      |
| مرکز نمایشگاه ورزشی المپیک هانگژو        | ۸۰٬۰۰۰ | هانگژو                  | چین                   | شرق آسیا       | | فوتبال، دو و میدانی                                     |

### ظرفیت ۷۰٬۰۰۰–۸۰٬۰۰۰
| ورزشگاه                              | ظرفیت  | شهر (ایالت)                 | کشور                | منطقه          | تیم(ها)                                                                         | ورزش(ها)                        |
| ------------------------------------ | ------ | --------------------------- | ------------------- | -------------- | ------------------------------------------------------------------------------- | ------------------------------- |
| Doak Campbell Stadium                | 79,560 | تالاهاسی، فلوریدا           | ایالات متحده آمریکا | آمریکای شمالی  | Florida State Seminoles football                                                | فوتبال آمریکایی                 |
| ورزشگاه ماراکانا                     | 78,838 | ریو دو ژانیرو               | برزیل               | آمریکای جنوبی  | باشگاه فوتبال فلامینگو، باشگاه فوتبال فلومیننزه، تیم ملی فوتبال برزیل           | فوتبال                          |
| ورزشگاه آزادی                        | 78,116 | تهران                       | ایران               | غرب آسیا       | تیم ملی فوتبال ایران، باشگاه فوتبال استقلال تهران، باشگاه فوتبال پرسپولیس تهران | فوتبال                          |
| Notre Dame Stadium                   | 77,622 | ساوت بند، ایندیانا          | ایالات متحده آمریکا | آمریکای شمالی  | Notre Dame Fighting Irish football                                              | فوتبال آمریکایی                 |
| Williams-Brice Stadium               | 77,559 | کلمبیا، کارولینای جنوبی     | ایالات متحده آمریکا | آمریکای شمالی  | South Carolina Gamecocks football                                               | فوتبال آمریکایی                 |
| ورزشگاه یادبود کولیسیم لس آنجلس      | 77,500 | لس آنجلس                    | ایالات متحده آمریکا | آمریکای شمالی  | USC Trojans football                                                            | فوتبال آمریکایی                 |
| ورزشگاه مرسدس-بنز                    | 77,430 | آتلانتا                     | ایالات متحده آمریکا | آمریکای شمالی  | آتلانتا فالکونز، باشگاه فوتبال آتلانتا یونایتد                                  | فوتبال آمریکایی، فوتبال         |
| ورزشگاه گلورا بونگ کارنو             | 77,193 | جاکارتا                     | اندونزی             | جنوب شرقی آسیا | تیم ملی فوتبال اندونزی                                                          | فوتبال، دو و میدانی             |
| TIAA Bank Field                      | 76,867 | جکسون‌ویل، فلوریدا           | ایالات متحده آمریکا | آمریکای شمالی  | جکسونویل جگوارز                                                                 | فوتبال آمریکایی                 |
| ورزشگاه اروهد                        | 76,412 | کانزاس‌سیتی، میزوری          | ایالات متحده آمریکا | آمریکای شمالی  | کانزاس سیتی چیفس                                                                | فوتبال آمریکایی                 |
| Donald W. Reynolds Razorback Stadium | 76,212 | فیت‌ویل                      | ایالات متحده آمریکا | آمریکای شمالی  | Arkansas Razorbacks football                                                    | فوتبال آمریکایی                 |
| ورزشگاه سپورتس اتورتی ات مایل‌های     | 76,125 | دنور                        | ایالات متحده آمریکا | آمریکای شمالی  | دنور برانکوز                                                                    | فوتبال آمریکایی                 |
| ورزشگاه المپیک آتاترک                | 76,092 | استانبول                    | ترکیه               | اروپا          | İstanbul Büyükşehir Belediyesi S.K.                                             | فوتبال، دو و میدانی             |
| ورزشگاه الد ترافورد                  | 75,639 | منچستر                      | بریتانیا            | اروپا          | باشگاه فوتبال منچستر یونایتد                                                    | فوتبال، راگبی ۱۳ نفره           |
| ورزشگاه آلیانتس آرنا                 | ۷۵٬۰۲۴ | مونیخ                       | آلمان               | اروپا          | باشگاه فوتبال بایرن مونیخ                                                       | فوتبال                          |
| Spartan Stadium                      | 75,005 | لنسینگ شرقی، میشیگان        | ایالات متحده آمریکا | آمریکای شمالی  | Michigan State Spartans football                                                | فوتبال آمریکایی                 |
| Morodok Techo National Stadium       | 75,000 | پنوم‌پن                      | کامبوج              | South شرق آسیا | تیم ملی فوتبال کامبوج                                                           | فوتبال                          |
| ورزشگاه المپیک آتن                   | 75,000 | آتن                         | یونان               | اروپا          | باشگاه فوتبال آ. ا. ک آتن                                                       | فوتبال، دو و میدانی             |
| ورزشگاه نقش جهان                     | ۷۵٬۰۰۰ | اصفهان                      | ایران               | غرب آسیا       | باشگاه فوتبال سپاهان                                                            | فوتبال                          |
| ورزشگاه میلنیوم                      | 74,500 | کاردیف                      | بریتانیا            | اروپا          | Wales national راگبی ۱۵ نفره team                                               | راگبی ۱۵ نفره، فوتبال،          |
| ورزشگاه المپیک برلین                 | 74,228 | برلین                       | آلمان               | اروپا          | باشگاه فوتبال هرتابرلین                                                         | فوتبال، دو و میدانی             |
| ورزشگاه بین‌المللی قاهره              | 74,100 | قاهره                       | مصر                 | آفریقا         | تیم ملی فوتبال مصر، باشگاه ورزشی الاهلی، باشگاه ورزشی زمالک                     | فوتبال                          |
| Highmark Stadium                     | 73,967 | اورچاد پارک (تاون)، نیویورک | ایالات متحده آمریکا | آمریکای شمالی  | بافلو بیلز                                                                      | فوتبال آمریکایی                 |
| ورزشگاه بنک آو آمریکا                | 73,298 | شارلوت، کارولینای شمالی     | ایالات متحده آمریکا | آمریکای شمالی  | کارولاینا پنترز                                                                 | فوتبال آمریکایی                 |
| ورزشگاه مرسدس-بنز سوپردوم            | 73,208 | نیواورلئان                  | ایالات متحده آمریکا | آمریکای شمالی  | نیو اورلینز سینتز                                                               | فوتبال آمریکایی، فوتبال، بیسبال |
| ورزشگاه کلیولند براونز               | 73,200 | کلیولند                     | ایالات متحده آمریکا | آمریکای شمالی  | کلیولند براونز                                                                  | فوتبال آمریکایی                 |
| ورزشگاه بین‌المللی یوکوهاما           | 72,327 | یوکوهاما                    | ژاپن                | شرق آسیا       | باشگاه فوتبال یوکوهاما مارینوس                                                  | فوتبال                          |
| ورزشگاه لژیون فیلد                   | 72,000 | برمینگم، آلاباما            | ایالات متحده آمریکا | آمریکای شمالی  | UAB Blazers football                                                            | فوتبال آمریکایی                 |
| ورزشگاه رلاینت                       | 71,500 | هیوستون                     | ایالات متحده آمریکا | آمریکای شمالی  | هیوستون تکسانز                                                                  | فوتبال آمریکایی                 |
| M&T Bank Stadium                     | 71,008 | بالتیمور                    | ایالات متحده آمریکا | آمریکای شمالی  | بالتیمور ریونز                                                                  | فوتبال آمریکایی                 |
| ورزشگاه المپیک رم                    | 70,634 | رم                          | ایتالیا             | اروپا          | Italy national راگبی ۱۵ نفره team, باشگاه فوتبال آ.اس. رم، باشگاه ورزشی لاتزیو  | راگبی ۱۵ نفره، فوتبال           |
| Kinnick Stadium                      | 70,585 | آیووا سیتی، آیووا           | ایالات متحده آمریکا | آمریکای شمالی  | Iowa Hawkeyes football                                                          | فوتبال آمریکایی                 |
| ورزشگاه سوفی                         | ۷۰٬۲۴۰ | اینگلوود، کالیفرنیا         | United States       | آمریکای شمالی  | لس آنجلس رمز، لس آنجلس چارجرز، hosts LA Bowl                                    | فوتبال آمریکایی                 |
| Husky Stadium                        | 70,138 | سیاتل                       | ایالات متحده آمریکا | آمریکای شمالی  | Washington Huskies football                                                     | فوتبال آمریکایی                 |
| ورزشگاه ملی مانه گارینشا             | 70,064 | برازیلیا                    | برزیل               | آمریکای جنوبی  | Sociedade Esportiva do Gama*                                                    | فوتبال                          |
| ورزشگاه المپیسکی                     | 70,050 | کی‌یف                        | اوکراین             | اروپا          | باشگاه فوتبال دینامو کی‌یف                                                       | فوتبال، دو و میدانی             |

### ظرفیت ۶۰٬۰۰۰–۷۰٬۰۰۰
| ورزشگاه                                   | ظرفیت                                              | شهر (ایالت)                | کشور                | منطقه          | تیم(ها) | ورزش(ها)                                                         |
| ----------------------------------------- | -------------------------------------------------- | -------------------------- | ------------------- | -------------- | --- | ---------------------------------------------------------------- |
| ورزشگاه المپیک سئول                       | ۶۸٬۹۰۰                                             | سئول                       | کره جنوبی           | شرق آسیا       | تیم ملی فوتبال کره جنوبی، Seoul E-Land FC | دو و میدانی، فوتبال                                              |
| ورزشگاه المپیک باکو                       | 69,870                                             | باکو                       | جمهوری آذربایجان    | غرب آسیا       | تیم ملی فوتبال جمهوری آذربایجان | فوتبال، دو و میدانی                                              |
| ورزشگاه نیسان                             | 69,143                                             | نشویل، تنسی                | ایالات متحده آمریکا | آمریکای شمالی  | تنسی تایتانز، دانشگاه ایالتی تنسی | فوتبال آمریکایی                                                  |
| ورزشگاه البیت                             | 68,895                                             | الخور                      | قطر                 | غرب آسیا       | تیم ملی فوتبال قطر، باشگاه ورزشی الخور | فوتبال                                                           |
| ورزشگاه سنچوری لینک فیلد                  | 68,740                                             | سیاتل                      | ایالات متحده آمریکا | آمریکای شمالی  | سیاتل سی‌هاکس، باشگاه فوتبال سیاتل ساندرز، Seattle Dragons. باشگاه فوتبال رین (from 2022)                                                                      | American football, فوتبال                                        |
| ورزشگاه لینکولن فایننشال فیلد             | ۶۸٬۵۳۲                                             | فیلادلفیا                  | ایالات متحده آمریکا | آمریکای شمالی  | فیلادلفیا ایگلز، Temple Owls football | فوتبال آمریکایی                                                  |
| ورزشگاه لیوایز                            | ۶۸٬۵۰۰                                             | سانتا کلارا، کالیفرنیا     | ایالات متحده آمریکا | آمریکای شمالی  | سان فرانسیسکو فورتی ناینرز | فوتبال آمریکایی                                                  |
| Acrisure Stadium                          | 68,400                                             | پیتسبرگ                    | ایالات متحده آمریکا | آمریکای شمالی  | پیتسبرگ استیلرز، Pittsburgh Panthers football | فوتبال آمریکایی                                                  |
| ورزشگاه کرستوفسکی                         | ۶۸٬۱۳۴                                             | سن پترزبورگ                | روسیه               | اروپا          | باشگاه فوتبال زنیت سن پترزبورگ | فوتبال                                                           |
| ورزشگاه متروپولیتانو                      | ۶۷٬۷۰۳                                             | مادرید                     | اسپانیا             | اروپا          | باشگاه فوتبال اتلتیکو مادرید | فوتبال                                                           |
| ورزشگاه ولودروم                           | ۶۷٬۳۴۴                                             | مارسی                      | فرانسه              | اروپا          | باشگاه فوتبال المپیک مارسی، RC Toulon* | فوتبال، راگبی ۱۵ نفره                                            |
| ورزشگاه فرنتس پوشکاش                      | ۶۷٬۲۱۵                                             | بوداپست                    | مجارستان            | اروپا          | تیم ملی فوتبال مجارستان | فوتبال                                                           |
| ورزشگاه مورای‌فیلد                         | ۶۷٬۱۴۴                                             | ادینبرو                    | بریتانیا            | اروپا          | Scotland national راگبی ۱۵ نفره team* | راگبی ۱۵ نفره                                                    |
| Morumbi Stadium                           | 67,052                                             | سائو پائولو                | برزیل               | آمریکای جنوبی  | باشگاه فوتبال سائو پائولو | فوتبال                                                           |
| ورزشگاه ملک فهد                           | 67,000                                             | ریاض                       | عربستان سعودی       | غرب آسیا       | باشگاه فوتبال النصر عربستان سعودی، باشگاه فوتبال الهلال، باشگاه فوتبال الشباب عربستان سعودی                                                                   | فوتبال                                                           |
| ورزشگاه محمد پنجم                         | ۶۷٬۰۰۰                                             | کازابلانکا                 | مراکش               | North آفریقا   | باشگاه فوتبال الوداد کازابلانکا، باشگاه فوتبال الرجا کازابلانکا، TAS Casablanca, تیم ملی فوتبال مراکش                                                         | فوتبال                                                           |
| The Dome at America's Center              | ۶۶٬۹۶۵                                             | سنت لوئیس، میزوری          | ایالات متحده آمریکا | آمریکای شمالی  | St. Louis BattleHawks | فوتبال آمریکایی                                                  |
| ورزشگاه یادگار امام                       | 66,833                                             | تبریز                      | ایران               | غرب آسیا       | باشگاه فوتبال تراکتور | فوتبال                                                           |
| ورزشگاه جام جهانی سئول                    | ۶۶٬۸۰۶                                             | سئول                       | کره جنوبی           | شرق آسیا       | تیم ملی فوتبال کره جنوبی، باشگاه فوتبال سئول | فوتبال                                                           |
| U.S. Bank Stadium                         | ۶۶٬۶۵۵                                             | مینیاپولیس                 | ایالات متحده آمریکا | آمریکای شمالی  | مینه‌سوتا وایکینگز | فوتبال آمریکایی                                                  |
| ورزشگاه دئگو                              | ۶۶٬۴۲۲                                             | دئگو                       | کره جنوبی           | شرق آسیا       | باشگاه فوتبال دئگو | دو و میدانی، فوتبال                                              |
| Lane Stadium                              | ۶۶٬۲۳۳                                             | بلکسبرگ، ویرجینیا          | ایالات متحده آمریکا | آمریکای شمالی  | Virginia Tech Hokies football | فوتبال آمریکایی                                                  |
| ورزشگاه المپیک لندن                       | 66,000                                             | London                     | بریتانیا            | اروپا          | باشگاه فوتبال وستهام یونایتد، فدراسیون دو و میدانی بریتانیا                                                                                                   | دو و میدانی، فوتبال، بیسبال، کریکت، راگبی ۱۵ نفره، راگبی ۱۳ نفره |
| ورزشگاه ژیلت                              | 65,878                                             | فاکسبرو، ماساچوست          | ایالات متحده آمریکا | آمریکای شمالی  | نیو انگلند پتریوتس، باشگاه فوتبال نیوانگلند رولوشن، UMass Minutemen football*                                                                                 | فوتبال آمریکایی، فوتبال                                          |
| Sun Devil Stadium                         | 65,870                                             | تمپی، آریزونا              | ایالات متحده آمریکا | آمریکای شمالی  | Arizona State Sun Devils football | فوتبال آمریکایی                                                  |
| ورزشگاه ریموند جیمز                       | ۶۵٬۸۴۷                                             | تمپا، فلوریدا              | ایالات متحده آمریکا | آمریکای شمالی  | تمپا بی بوکانیرز، South Florida Bulls football, Tampa Bay Vipers                                                                                              | فوتبال آمریکایی                                                  |
| Paycor Stadium                            | ۶۵٬۵۳۵                                             | سینسیناتی، اوهایو          | ایالات متحده آمریکا | آمریکای شمالی  | سینسیناتی بنگالز | فوتبال آمریکایی                                                  |
| ورزشگاه کمپینگ ورلد                       | 65,438                                             | اورلاندو                   | ایالات متحده آمریکا | آمریکای شمالی  | Jones High School, Orlando, multiple college football bowl games                                                                                              | فوتبال آمریکایی                                                  |
| ورزشگاه هارد راک                          | 65,326                                             | میامی گاردنز، فلوریدا      | ایالات متحده آمریکا | آمریکای شمالی  | میامی دلفینز، Miami Hurricanes football | فوتبال آمریکایی، بیسبال                                          |
| ورزشگاه سنتناریو                          | 65,045                                             | مونته‌ویدئو                 | اروگوئه             | آمریکای جنوبی  | تیم ملی فوتبال اروگوئه، باشگاه فوتبال ناسیونال، باشگاه فوتبال پنیارول and other local teams                                                                   | فوتبال                                                           |
| ورزشگاه ابن بطوطه                         | 65,000                                             | طنجه                       | مراکش               | آفریقا         | IR Tanger, تیم ملی فوتبال مراکش | فوتبال                                                           |
| ورزشگاه الیجنت                            | ۶۵٬۰۰۰                                             | لاس وگاس                   | United States       | آمریکای شمالی  | اوکلند ریدرز، UNLV Rebels football, hosts Las Vegas Bowl | فوتبال آمریکایی                                                  |
| Mogadishu Stadium                         | ۶۵٬۰۰۰                                             | موگادیشو                   | سومالی              | آفریقا         | تیم ملی فوتبال سومالی، Elman FC and other local teams | فوتبال                                                           |
| ورزشگاه بصره                              | ۶۵٬۰۰۰                                             | بصره                       | عراق                | غرب آسیا       | تیم ملی فوتبال عراق | فوتبال                                                           |
| Foro Sol                                  | ۶۵٬۰۰۰                                             | مکزیکوسیتی                 | مکزیک               | آمریکای شمالی  | پیست هرمانوس رودریگز | بیسبال                                                           |
| Kamuzu Stadium                            | ۶۵٬۰۰۰                                             | بلانتایر، مالاوی           | مالاوی              | آفریقا         | تیم ملی فوتبال مالاوی | فوتبال                                                           |
| آلامودوم                                  | ۶۵٬۰۰۰                                             | سن آنتونیو                 | ایالات متحده آمریکا | آمریکای شمالی  | UTSA Roadrunners football | فوتبال آمریکایی، بیسبال                                          |
| Ford Field                                | ۶۵٬۰۰۰                                             | دیترویت                    | ایالات متحده آمریکا | آمریکای شمالی  | دیترویت لاینز | فوتبال آمریکایی                                                  |
| ورزشگاه المپیک رادس                       | ۶۵٬۰۰۰                                             | رادس                       | تونس                | آفریقا         | تیم ملی فوتبال تونس | فوتبال                                                           |
| ورزشگاه بین‌المللی جابر الاحمد             | ۶۵٬۰۰۰                                             | کویت                       | کویت                | غرب آسیا       | تیم ملی فوتبال کویت | فوتبال                                                           |
| ورزشگاه طرابلس                            | ۶۵٬۰۰۰                                             | طرابلس                     | لیبی                | آفریقا         | تیم ملی فوتبال لیبی، باشگاه فوتبال الاهلی طرابلس، باشگاه فوتبال الاتحاد طرابلس، Al Madina Tripoli                                                             | فوتبال                                                           |
| ورزشگاه استادیو دا لوز                    | ۶۴٬۶۴۲                                             | لیسبون                     | پرتغال              | اروپا          | باشگاه ورزشی بنفیکا | فوتبال                                                           |
| Vaught–Hemingway Stadium                  | ۶۴٬۰۳۸                                             | آکسفورد، میسیسیپی          | ایالات متحده آمریکا | آمریکای شمالی  | Ole Miss Rebels football | American football                                                |
| ورزشگاه کاستلو فورتالزا                   | ۶۳٬۹۰۳                                             | فورتالزا                   | برزیل               | آمریکای جنوبی  | باشگاه ورزشی سئارا، باشگاه ورزشی فورتالزا | فوتبال                                                           |
| ورزشگاه سایتاما                           | ۶۳٬۷۰۰                                             | سایتاما                    | ژاپن                | شرق آسیا       | باشگاه فوتبال اوراوا رد دایموندز | فوتبال                                                           |
| LaVell Edwards Stadium                    | 63,470                                             | پروو، یوتا                 | ایالات متحده آمریکا | آمریکای شمالی  | Brigham Young University Cougars football | American football                                                |
| ورزشگاه دانشگاه فینکس                     | ۶۳٬۴۰۰                                             | گلندیل، آریزونا            | ایالات متحده آمریکا | آمریکای شمالی  | آریزونا کاردینالز | فوتبال آمریکایی                                                  |
| California Memorial Stadium               | 63,186                                             | برکلی، کالیفرنیا           | ایالات متحده آمریکا | آمریکای شمالی  | California Golden Bears football | فوتبال آمریکایی                                                  |
| ورزشگاه المپیکو یونیورسیتاریو             | 63,186                                             | مکزیکوسیتی                 | مکزیک               | آمریکای شمالی  | باشگاه فوتبال اونیورسیداد ناسیونال، Pumas Dorados de la UNAM                                                                                                  | فوتبال، فوتبال آمریکایی                                          |
| ورزشگاه المپیک مونیخ                      | 63,118                                             | مونیخ                      | آلمان               | اروپا          | | دو و میدانی                                                      |
| ورزشگاه اوکلند-آلامیدا کانتی کالسیوم      | ۶۳٬۰۲۶                                             | اوکلند، کالیفرنیا          | ایالات متحده آمریکا | آمریکای شمالی  | Oakland دو و میدانی | بیسبال                                                           |
| Kenan Memorial Stadium                    | ۶۲٬۹۸۰                                             | چپل هیل، کارولینای شمالی   | ایالات متحده آمریکا | آمریکای شمالی  | North Carolina Tar Heels football | American football                                                |
| ورزشگاه تاتنهام هاتسپر                    | 62,850                                             | London                     | بریتانیا            | اروپا          | باشگاه فوتبال تاتنهام هاتسپر | فوتبال                                                           |
| ورزشگاه الیس پارک                         | ۶۲٬۵۶۷                                             | ژوهانسبورگ                 | آفریقای جنوبی       | آفریقا         | Golden Lions, Lions, Orlando Pirates F.C. | راگبی ۱۵ نفره، فوتبال                                            |
| Ross–Ade Stadium                          | ۶۲٬۵۰۰                                             | لافایت غربی، ایندیانا      | ایالات متحده آمریکا | آمریکای شمالی  | Purdue Boilermakers football | American football                                                |
| Lucas Oil Stadium                         | 62,421                                             | ایندیاناپلیس               | ایالات متحده آمریکا | آمریکای شمالی  | ایندیاناپولیس کولتز، Indy Eleven, occasional NCAA men's basketball events                                                                                     | فوتبال آمریکایی، فوتبال، basketball                              |
| ورزشگاه فلتینس آرنا                       | ۶۲٬۲۷۱                                             | گلزنکیرشن                  | آلمان               | اروپا          | باشگاه فوتبال شالکه ۰۴ | فوتبال                                                           |
| ورزشگاه فدکس‌فیلد                          | 62,000                                             | لاندوور، مریلند            | ایالات متحده آمریکا | آمریکای شمالی  | واشینگتن ردسکینز | فوتبال آمریکایی                                                  |
| Yizhong Sports Center                     | ۶۲٬۰۰۰                                             | چینگ‌دائو، شاندونگ          | چین                 | شرق آسیا       | Qingdao Jonoon* | فوتبال                                                           |
| Shanxi Sports Centre Stadium              | ۶۲٬۰۰۰                                             | تائی‌یوان، شانشی            | چین                 | شرق آسیا       | | فوتبال، دو و میدانی                                              |
| ورزشگاه مینیرو                            | 61,927                                             | بلو هوریزونته              | برزیل               | آمریکای جنوبی  | باشگاه ورزشی کروزیرو | فوتبال                                                           |
| Faurot Field                              | 61,620                                             | کلمبیا، میزوری             | ایالات متحده آمریکا | آمریکای شمالی  | Missouri Tigers football | فوتبال آمریکایی                                                  |
| Jack Trice Stadium                        | 61,500                                             | ایمز، آیووا                | ایالات متحده آمریکا | آمریکای شمالی  | Iowa State Cyclones football | فوتبال آمریکایی                                                  |
| Scott Stadium                             | ۶۱٬۵۰۰                                             | شارلوتزویل، ویرجینیا       | ایالات متحده آمریکا | آمریکای شمالی  | Virginia Cavaliers football | American football                                                |
| ورزشگاه سلجر فیلد                         | 61,500                                             | Chicago                    | ایالات متحده آمریکا | آمریکای شمالی  | شیکاگو بیرز | فوتبال آمریکایی                                                  |
| Yale Bowl                                 | ۶۱٬۴۴۶                                             | نیوهیون، کنتیکت            | ایالات متحده آمریکا | آمریکای شمالی  | Yale Bulldogs football | American football                                                |
| ورزشگاه پرث                               | ۶۱٬۲۶۶                                             | پرث                        | استرالیا            | اقیانوسیه      | Fremantle Dockers, West Coast Eagles, Australia Wallabies, Perth Scorchers, Perth Scorchers Women, Australia nationalکریکت team, Western Australiaکریکت team* | فوتبال استرالیایی، راگبی ۱۵ نفره، کریکت                          |
| ورزشگاه مرکز ورزشی دالیان                 | ۶۱٬۰۰۰                                             | دالیان، لیائونینگ          | چین                 | شرق آسیا       | باشگاه فوتبال دالیان پروفشنال | فوتبال، دو و میدانی                                              |
| ورزشگاه پاپا جانز کاردینال                | ۶۱٬۰۰۰                                             | لویی‌ویل، کنتاکی            | ایالات متحده آمریکا | آمریکای شمالی  | Louisville Cardinals football | American football                                                |
| Kroger Field                              | ۶۱٬۰۰۰                                             | لکسینگتون، کنتاکی          | ایالات متحده آمریکا | آمریکای شمالی  | Kentucky Wildcats football | American football                                                |
| ورزشگاه بنیتو ویامارین                    | ۶۰٬۷۲۱                                             | سویل                       | اسپانیا             | اروپا          | باشگاه فوتبال رئال بتیس | فوتبال                                                           |
| ورزشگاه امارات                            | 60,704                                             | London                     | بریتانیا            | اروپا          | باشگاه فوتبال آرسنال | فوتبال                                                           |
| Memorial Stadium                          | ۶۰٬۶۷۰                                             | شمپین، ایلینوی             | ایالات متحده آمریکا | آمریکای شمالی  | Illinois Fighting Illini football | American football                                                |
| ورزشگاه مرسدس-بنز آرنا                    | 60,649                                             | اشتوتگارت                  | آلمان               | اروپا          | باشگاه فوتبال اشتوتگارت | فوتبال                                                           |
| ورزشگاه گرمیو                             | ۶۰٬۵۴۰                                             | پورتو آلگری                | برزیل               | آمریکای جنوبی  | باشگاه فوتبال گرمیو | فوتبال                                                           |
| Mississippi Veterans Memorial Stadium     | ۶۰٬۴۹۲                                             | جکسون، می‌سی‌سی‌پی            | ایالات متحده آمریکا | آمریکای شمالی  | دانشگاه ایالتی جکسون | American football                                                |
| Jones AT&T Stadium                        | ۶۰٬۴۵۴                                             | لابک، تگزاس                | ایالات متحده آمریکا | آمریکای شمالی  | Texas Tech Red Raiders football | فوتبال آمریکایی                                                  |
| ورزشگاه سلتیک پارک                        | 60,411                                             | گلاسگو                     | بریتانیا            | اروپا          | باشگاه فوتبال سلتیک | فوتبال                                                           |
| Estadio Monumental Virgen de Chapi        | ۶۰٬۳۷۰                                             | ارکیپا                     | پرو                 | آمریکای جنوبی  | FBC Melgar, Club IDUNSA | فوتبال                                                           |
| Shenzhen Universiade Sports Centre        | ۶۰٬۳۳۴                                             | شنژن                       | چین                 | شرق آسیا       | | دو و میدانی                                                      |
| Davis Wade Stadium                        | ۶۰٬۳۱۱                                             | استارکویل، میسیسیپی        | ایالات متحده آمریکا | آمریکای شمالی  | Mississippi State Bulldogs football | American football                                                |
| Boone Pickens Stadium                     | 60,218                                             | استیلواتر، اکلاهما         | ایالات متحده آمریکا | آمریکای شمالی  | Oklahoma State Cowboys football | فوتبال آمریکایی                                                  |
| Estádio do Arruda                         | ۶۰٬۰۴۴                                             | رسیفی                      | برزیل               | آمریکای جنوبی  | باشگاه فوتبال سانتا کروز | فوتبال                                                           |
| Jawaharlal Nehru Stadium, Kochi           | 60,000 (maximum) 40,000 (limited capacity by فیفا) | کوچی، کرالا                | هند                 | جنوب آسیا      | باشگاه فوتبال کرالا بلاسترز، تیم ملی فوتبال هند | فوتبال                                                           |
| ورزشگاه اواسا کنما                        | ۶۰٬۰۰۰                                             | آواسا                      | اتیوپی              | آفریقا         | تیم ملی فوتبال اتیوپی، Hawassa City S.C. | فوتبال                                                           |
| ورزشگاه بهیر دار                          | ۶۰٬۰۰۰                                             | بحر دار                    | اتیوپی              | آفریقا         | تیم ملی فوتبال اتیوپی، Bahir Dar Kenema F.C. | فوتبال                                                           |
| Tigray Stadium                            | ۶۰٬۰۰۰                                             | مکله                       | اتیوپی              | آفریقا         | Mekelle 70 Enderta F.C., Shire Endaselassie F.C., Dedebit F.C.                                                                                                | فوتبال                                                           |
| ورزشگاه جواهر لعل نهرو                    | 60,000                                             | دهلی                       | هند                 | جنوب آسیا      | تیم ملی فوتبال هند* | فوتبال، دو و میدانی، cricket                                     |
| شهر ورزشی ملک عبدالله                     | ۶۰٬۰۰۰                                             | جده                        | عربستان سعودی       | غرب آسیا       | تیم ملی فوتبال عربستان سعودی* | فوتبال                                                           |
| Estadio Libertadores de América           | ۶۰٬۰۰۰                                             | آویاندا                    | آرژانتین            | آمریکای جنوبی  | باشگاه فوتبال ایندپندینته | فوتبال                                                           |
| Dr. Bhupen Hazarikaکریکت Stadium          | ۶۰٬۰۰۰                                             | گوآهاتی                    | هند                 | جنوب آسیا      | Assamکریکت Association, تیم ملی کریکت هند | کریکت                                                            |
| Mountaineer Field at Milan Puskar Stadium | ۶۰٬۰۰۰                                             | مورگانتاون، ویرجینیای غربی | ایالات متحده آمریکا | آمریکای شمالی  | West Virginia Mountaineers football | فوتبال آمریکایی                                                  |
| National Heroes Stadium                   | ۶۰٬۰۰۰                                             | لوساکا                     | زامبیا              | آفریقا         | تیم ملی فوتبال زامبیا | فوتبال                                                           |
| ورزشگاه ملی آبوجا                         | ۶۰٬۰۰۰                                             | آبوجا                      | نیجریه              | آفریقا         | تیم ملی فوتبال نیجریه | فوتبال                                                           |
| Lake Tanganyika Stadium                   | ۶۰٬۰۰۰                                             | کیگوما                     | تانزانیا            | آفریقا         | Reli FC* | فوتبال                                                           |
| Benjamin Mkapa National Stadium           | ۶۰٬۰۰۰                                             | دارالسلام                  | تانزانیا            | آفریقا         | تیم ملی فوتبال تانزانیا | فوتبال                                                           |
| Shenyang Olympic Sports Center Stadium    | ۶۰٬۰۰۰                                             | شنیانگ، لیائونینگ          | چین                 | شرق آسیا       | | فوتبال، دو و میدانی                                              |
| Stade Leopold Senghor                     | ۶۰٬۰۰۰                                             | داکار                      | سنگال               | آفریقا         | تیم ملی فوتبال سنگال، ASC Jeanne d'Arc | فوتبال                                                           |
| Moi International Sports Centre           | ۶۰٬۰۰۰                                             | نایروبی                    | کنیا                | آفریقا         | تیم ملی فوتبال کنیا | فوتبال                                                           |
| Nanjing Olympic Sports Center             | ۶۰٬۰۰۰                                             | نانجینگ، جیانگسو           | چین                 | شرق آسیا       | باشگاه فوتبال جیانگسو | فوتبال، دو و میدانی                                              |
| National Sports Stadium                   | ۶۰٬۰۰۰                                             | هراره                      | زیمبابوه            | آفریقا         | تیم ملی فوتبال زیمبابوه | فوتبال، دو و میدانی                                              |
| Odi Stadium                               | 60,000                                             | Mabopane                   | آفریقای جنوبی       | آفریقا         | Garankuwa United | فوتبال                                                           |
| ورزشگاه تیانهه                            | ۶۰٬۰۰۰                                             | گوانگ‌ژو، گوانگ‌دونگ         | چین                 | شرق آسیا       | باشگاه فوتبال گوانگژو | فوتبال                                                           |
| ورزشگاه المپیک تیانجین                    | ۶۰٬۰۰۰                                             | تیانجین                    | چین                 | شرق آسیا       | باشگاه فوتبال تیانجین تایگرز | فوتبال                                                           |
| Ordos Sports Centre Stadium               | ۶۰٬۰۰۰                                             | اوردوس                     | چین                 | شرق آسیا       | | دو و میدانی                                                      |
| Wuhan Sports Center Stadium               | ۶۰٬۰۰۰                                             | ووهان، هوبئی               | چین                 | شرق آسیا       | باشگاه فوتبال ووهان | فوتبال                                                           |
| Hohhot City Stadium                       | ۶۰٬۰۰۰                                             | هوهوت، مغولستان داخلی      | چین                 | شرق آسیا       | local football teams | فوتبال                                                           |
| ورزشگاه مرکز ورزش‌های المپیک جینان         | ۶۰٬۰۰۰                                             | جینان، شاندونگ             | چین                 | شرق آسیا       | باشگاه فوتبال شاندونگ تایشان | فوتبال، دو و میدانی                                              |
| Hefei Olympic Sports Center Stadium       | ۶۰٬۰۰۰                                             | هفئی، آن‌هوئی               | چین                 | شرق آسیا       | local football teams | فوتبال، دو و میدانی                                              |
| Harbin Sports City Center Stadium         | ۶۰٬۰۰۰                                             | هاربین، هیلونگ‌جیانگ        | چین                 | شرق آسیا       | local football teams | فوتبال، دو و میدانی                                              |
| Guangxi Sports Center Stadium             | ۶۰٬۰۰۰                                             | ناننینگ، گوانگشی           | چین                 | شرق آسیا       | local football teams | فوتبال، دو و میدانی                                              |
| ورزشگاه سین ث                             | 60,000                                             | Ninh Kiều, کان تو          | ویتنام              | South شرق آسیا | XSKT Can Tho F.C | فوتبال، motorcycle racing                                        |
| ورزشگاه ملی ساحل عاج                      | ۶۰٬۰۰۰                                             | آبیجان                     | ساحل عاج            | آفریقا         | تیم ملی فوتبال ساحل عاج | فوتبال، rugby, دو و میدانی                                       |

### ظرفیت ۵۰٬۰۰۰–۶۰٬۰۰۰
| ورزشگاه                                               | ظرفیت                   | شهر (ایالت)              | کشور                | منطقه          | تیم(ها) | ورزش(ها)                                            |
| ----------------------------------------------------- | ----------------------- | ------------------------ | ------------------- | -------------- | --- | --------------------------------------------------- |
| Haixia Olympic Center Stadium                         | ۵۹٬۵۶۲                  | فوجو                     | چین                 | شرق آسیا       | | دو و میدانی                                         |
| Liberty Bowl Memorial Stadium                         | 59,308                  | ممفیس، تنسی              | ایالات متحده آمریکا | آمریکای شمالی  | Memphis Tigers football | فوتبال آمریکایی                                     |
| ورزشگاه مونومنتال لسیدرو رومرو کاربو                  | 59,283                  | گوایاکیل                 | اکوادور             | آمریکای جنوبی  | باشگاه ورزشی بارسلونا | فوتبال                                              |
| ورزشگاه پارک المپیک لیون                              | 59,186                  | دسین-شارپیو              | فرانسه              | اروپا          | باشگاه فوتبال المپیک لیون                                                                                                   | فوتبال                                              |
| مرکز ورزش‌های المپیک چونگ‌کینگ                          | ۵۸٬۶۸۰                  | چونگ‌کینگ                 | چین                 | شرق آسیا       | Chongqing F.C. | فوتبال                                              |
| ورزشگاه ملی ورشو                                      | ۵۸٬۵۸۰                  | ورشو                     | لهستان              | اروپا          | تیم ملی فوتبال لهستان | فوتبال                                              |
| ورزشگاه کیپ تاون                                      | 58,309                  | کیپ‌تاون                  | آفریقای جنوبی       | آفریقا         | باشگاه فوتبال آژاکس کیپ‌تاون                                                                                                 | فوتبال                                              |
| ورزشگاه سن نیکولا                                     | ۵۸٬۲۴۸                  | باری                     | ایتالیا             | اروپا          | باشگاه فوتبال باری | فوتبال                                              |
| Arizona Stadium                                       | ۵۷٬۸۰۳                  | توسان، آریزونا           | ایالات متحده آمریکا | آمریکای شمالی  | Arizona Wildcats football                                                                                                   | American football                                   |
| ورزشگاه ده لا کارتوخا                                 | ۵۷٬۶۱۹                  | سویل                     | اسپانیا             | اروپا          | تیم ملی فوتبال اسپانیا* | فوتبال                                              |
| Carter–Finley Stadium                                 | 57,583                  | رالی، کارولینای شمالی    | ایالات متحده آمریکا | آمریکای شمالی  | NC State Wolfpack football                                                                                                  | فوتبال آمریکایی                                     |
| ورزشگاه فولکسپارک                                     | ۵۷٬۰۳۰                  | هامبورگ                  | آلمان               | اروپا          | باشگاه ورزشی هامبورگ | فوتبال                                              |
| ورزشگاه ماریو آلبرتو کمپس                             | ۵۷٬۰۰۰                  | کوردوبا، آرژانتین        | آرژانتین            | آمریکای جنوبی  | | فوتبال                                              |
| ورزشگاه شانگهای                                       | 56,842                  | شانگهای                  | چین                 | شرق آسیا       | باشگاه فوتبال شانگهای پورت                                                                                                  | فوتبال                                              |
| ورزشگاه خالیسکو                                       | ۵۶٬۷۱۳                  | گوادالاخارا، خالیسکو     | مکزیک               | آمریکای شمالی  | باشگاه فوتبال اطلس، Leones Negros de la Universidad de Guadalajara, باشگاه فوتبال دپورتیوو اورو                             | فوتبال                                              |
| ورزشگاه کامنولث                                       | ۵۶٬۳۰۲                  | ادمونتون                 | کانادا              | آمریکای شمالی  | Edmonton Elks, FC Edmonton*                                                                                                 | فوتبال کانادایی، فوتبال، راگبی ۱۵ نفره، دو و میدانی |
| ورزشگاه المپیک مونترآل                                | ۵۶٬۰۴۰                  | مونترآل                  | کانادا              | آمریکای شمالی  | Montreal Alouettes*, باشگاه فوتبال مونترال*                                                                                 | فوتبال کانادایی، بیسبال، فوتبال                     |
| ورزشگاه بیرا ریو                                      | ۵۶٬۰۰۰                  | پورتو آلگری              | برزیل               | آمریکای جنوبی  | باشگاه ورزشی اینترناسیونال                                                                                                  | فوتبال                                              |
| ورزشگاه داجر                                          | 56,000                  | Los Angeles              | ایالات متحده آمریکا | آمریکای شمالی  | لس آنجلس داجرز | بیسبال                                              |
| ورزشگاه المپیک کمپانی لوییس                           | ۵۵٬۹۲۶                  | بارسلون                  | اسپانیا             | اروپا          | | دو و میدانی                                         |
| ورزشگاه یوهان کرایف آرنا                              | 55,885                  | آمستردام                 | هلند                | اروپا          | باشگاه فوتبال آژاکس آمستردام                                                                                                | فوتبال                                              |
| ورزشگاه ملی رومانی                                    | ۵۵٬۶۳۴                  | بخارست                   | رومانی              | اروپا          | تیم ملی فوتبال رومانی | فوتبال                                              |
| Municipal Corporation Stadium                         | ۵۵٬۵۷۵                  | کالیکوت                  | هند                 | جنوب آسیا      | Gokulam Kerala F.C. | فوتبال، کریکت                                       |
| ورزشگاه ستاره سرخ                                     | ۵۵٬۵۳۸                  | بلگراد                   | صربستان             | اروپا          | باشگاه فوتبال ستاره سرخ بلگراد                                                                                              | فوتبال                                              |
| Estadio La Casa Blanca                                | ۵۵٬۴۰۰                  | کیتو                     | اکوادور             | آمریکای جنوبی  | باشگاه فوتبال ال‌دی‌یو کیتو                                                                                                   | فوتبال                                              |
| ورزشگاه سیلیزیان                                      | 55,211                  | خوژوف                    | لهستان              | اروپا          | تیم ملی فوتبال لهستان، باشگاه فوتبال روخ خوژوف                                                                              | فوتبال، speedway, دو و میدانی                       |
| ورزشگاه شهر منچستر                                    | ۵۵٬۰۹۷                  | منچستر                   | بریتانیا            | اروپا          | باشگاه فوتبال منچستر سیتی                                                                                                   | فوتبال                                              |
| DY Patil Stadium                                      | ۵۵٬۰۰۰                  | بمبئی نو                 | هند                 | جنوب آسیا      | Mumbai Indians*, تیم ملی فوتبال هند، باشگاه فوتبال مومبای سیتی                                                              | کریکت، فوتبال                                       |
| Greenfield International Stadium                      | ۵۵٬۰۰۰                  | تریواندروم               | هند                 | جنوب آسیا      | تیم ملی کریکت هند، Keralaکریکت team                                                                                         | کریکت and فوتبال                                    |
| ورزشگاه ملی سنگاپور                                   | 55,000                  | Singapore                | سنگاپور             | جنوب شرقی آسیا | تیم ملی فوتبال سنگاپور | فوتبال، راگبی، کریکت، دو و میدانی                   |
| Rajiv Gandhi Internationalکریکت Stadium, Hyderabad    | ۵۵٬۰۰۰                  | حیدرآباد                 | هند                 | جنوب آسیا      | Hyderabadکریکت team, Sunrisers Hyderabad                                                                                    | کریکت                                               |
| Bobby Dodd Stadium                                    | ۵۵٬۰۰۰                  | آتلانتا                  | ایالات متحده آمریکا | آمریکای شمالی  | Georgia Tech Yellow Jackets football                                                                                        | فوتبال آمریکایی                                     |
| Estadio Latinoamericano                               | ۵۵٬۰۰۰                  | هاوانا                   | کوبا                | آمریکای جنوبی  | Industriales, Metropolitanos                                                                                                | بیسبال                                              |
| Helong Stadium                                        | ۵۵٬۰۰۰                  | چانگشا، هونان            | چین                 | شرق آسیا       | Hunan Billows F.C. (Hunan Xiangtao)                                                                                         | فوتبال                                              |
| Arun Jaitley Stadium                                  | ۵۵٬۰۰۰                  | دهلی                     | هند                 | جنوب آسیا      | Delhiکریکت team, Delhi Capitals                                                                                             | کریکت                                               |
| ورزشگاه سمپل                                          | 55,000                  | Thurles                  | جمهوری ایرلند       | اروپا          | Tipperary GAA | هورلینگ، فوتبال گیلیک                               |
| National Stadium                                      | ۵۵٬۰۰۰                  | کائوهسیونگ               | تایوان              | شرق آسیا       | | فوتبال                                              |
| MCA Pune Internationalکریکت Centre                    | 55,000                  | پونه                     | هند                 | جنوب آسیا      | Maharashtraکریکت Association                                                                                                | کریکت                                               |
| Plovdiv Stadium                                       | ۵۵٬۰۰۰                  | پلوودیف                  | بلغارستان           | اروپا          | junior football teams | فوتبال، دو و میدانی                                 |
| ورزشگاه دیگو آرماندو مارادونا                         | ۵۴٬۷۲۶                  | ناپل                     | ایتالیا             | اروپا          | باشگاه فوتبال ناپولی | فوتبال                                              |
| مرکور اشپیل-آرنا                                      | ۵۴٬۶۰۰                  | دوسلدورف                 | آلمان               | اروپا          | باشگاه فوتبال فورتونا دوسلدورف                                                                                              | فوتبال                                              |
| ورزشگاه دینامو آرنا                                   | ۵۴٬۵۴۹                  | تفلیس                    | گرجستان             | غرب آسیا       | باشگاه فوتبال دینامو تفلیس، تیم ملی فوتبال گرجستان، Georgia national راگبی ۱۵ نفره team                                     | فوتبال، راگبی ۱۵ نفره                               |
| ورزشگاه فرندز آرنا                                    | ۵۴٬۳۲۹                  | سولنا                    | سوئد                | اروپا          | باشگاه فوتبال ای‌آی‌کی، تیم ملی فوتبال سوئد                                                                                   | فوتبال                                              |
| ورزشگاه بی‌سی پلیس                                     | ۵۴٬۳۲۰                  | ونکوور                   | کانادا              | آمریکای شمالی  | BC Lions, باشگاه فوتبال ونکوور وایتکپس                                                                                      | فوتبال کانادایی، فوتبال                             |
| ورزشگاه یانکی                                         | ۵۴٬۲۵۱                  | نیویورک                  | ایالات متحده آمریکا | آمریکای شمالی  | نیویورک یانکیز، باشگاه فوتبال نیویورک سیتی                                                                                  | بیسبال، فوتبال                                      |
| ورزشگاه هرازدان                                       | ۵۴٬۲۰۸                  | ایروان                   | ارمنستان            | غرب آسیا       | تیم ملی فوتبال ارمنستان | فوتبال                                              |
| War Memorial Stadium                                  | 54,120                  | لیتل راک، آرکانزاس       | ایالات متحده آمریکا | آمریکای شمالی  | Arkansas Razorbacks football*                                                                                               | فوتبال آمریکایی                                     |
| ورزشگاه آنفیلد                                        | 54,074                  | لیورپول                  | بریتانیا            | اروپا          | باشگاه فوتبال لیورپول | فوتبال                                              |
| ورزشگاه بروسیا پارک                                   | ۵۴٬۰۶۷                  | مونشن‌گلادباخ             | آلمان               | اروپا          | باشگاه فوتبال بروسیا مونشن‌گلادباخ                                                                                           | فوتبال                                              |
| Rogers Centre                                         | ۵۴٬۰۰۰                  | تورنتو                   | کانادا              | آمریکای شمالی  | تورنتو بلو جیز | بیسبال                                              |
| ورزشگاه موسی مابیدا                                   | 54,000                  | دوربان                   | آفریقای جنوبی       | آفریقا         | | فوتبال                                              |
| Autzen Stadium                                        | ۵۴٬۰۰۰                  | یوجین، اورگن             | ایالات متحده آمریکا | آمریکای شمالی  | Oregon Ducks football | فوتبال آمریکایی                                     |
| M. A. Chidambaram Stadium                             | ۵۴٬۰۰۰                  | چنای                     | هند                 | جنوب آسیا      | Tamil Naduکریکت team, Chennai Super Kings                                                                                   | کریکت                                               |
| ورزشگاه آسیاد بوسان                                   | ۵۳٬۸۶۴                  | بوسان                    | کره جنوبی           | شرق آسیا       | باشگاه فوتبال بوسان ای‌پارک                                                                                                  | فوتبال                                              |
| ورزشگاه فولسوم درست                                   | ۵۳٬۷۵۰                  | بولدر، کلرادو            | ایالات متحده آمریکا | آمریکای شمالی  | Colorado Buffaloes football                                                                                                 | فوتبال آمریکایی                                     |
| Estadio Ciudad de La Plata                            | ۵۳٬۶۰۰                  | لا پلاتا                 | آرژانتین            | آمریکای جنوبی  | باشگاه فوتبال جیمناسیا لاپلاتا، باشگاه فوتبال استودیانتس                                                                    | فوتبال                                              |
| Adelaide Oval                                         | ۵۳٬۵۰۰                  | آدلاید                   | استرالیا            | اقیانوسیه      | Australia nationalکریکت team*, Southern Redbacks, Adelaide Strikers, Adelaide Crows, Port Adelaide Power                    | کریکت، فوتبال استرالیایی                            |
| ورزشگاه بی‌بی‌وی‌ای                                      | ۵۳٬۵۰۰                  | مونتری                   | مکزیک               | آمریکای شمالی  | باشگاه فوتبال مونتری | فوتبال                                              |
| Estadio Cuscatlán                                     | ۵۳٬۴۰۰                  | سان سالوادور             | السالوادور          | آمریکای شمالی  | باشگاه فوتبال آلیانسا، تیم ملی فوتبال السالوادور                                                                            | فوتبال                                              |
| Marvel Stadium                                        | ۵۳٬۳۵۹                  | ملبورن                   | استرالیا            | اقیانوسیه      | Western Bulldogs, St Kilda FC, Carlton FC, Essendon FC, North Melbourne FC, Melbourne Renegades                             | فوتبال استرالیایی، کریکت، فوتبال                    |
| Estádio Parque do Sabiá                               | ۵۳٬۳۵۰                  | یوبرلاندیا               | برزیل               | آمریکای جنوبی  | Uberlândia Esporte Clube | فوتبال                                              |
| ورزشگاه سن مامس                                       | ۵۳٬۳۳۲                  | بیلبائو                  | اسپانیا             | اروپا          | باشگاه فوتبال اتلتیک بیلبائو                                                                                                | فوتبال                                              |
| ورزشگاه بین‌المللی حلب                                 | ۵۳٬۲۰۰                  | حلب                      | سوریه               | غرب آسیا       | باشگاه فوتبال الاتحاد | فوتبال                                              |
| Estadio Nacional de Peru                              | ۵۳٬۰۸۶                  | لیما                     | پرو                 | آمریکای جنوبی  | تیم ملی فوتبال پرو | فوتبال                                              |
| ورزشگاه ارنست هاپل                                    | 53,008                  | وین                      | اتریش               | اروپا          | تیم ملی فوتبال اتریش، باشگاه فوتبال آستریا وین*, باشگاه فوتبال راپید وین*                                                   | فوتبال                                              |
| ورزشگاه شاهزاده مولای عبدالله                         | 53,000                  | رباط                     | مراکش               | آفریقا         | باشگاه فوتبال ارتش سلطنتی مراکش، تیم ملی فوتبال مراکش                                                                       | فوتبال                                              |
| Memorial Stadium                                      | ۵۲٬۶۹۲                  | بلومینگتون، ایندیانا     | ایالات متحده آمریکا | آمریکای شمالی  | Indiana Hoosiers football                                                                                                   | فوتبال آمریکایی                                     |
| ورزشگاه نف                                            | ۵۲٬۶۵۲                  | استانبول                 | ترکیه               | اروپا          | باشگاه فوتبال گالاتاسرای | فوتبال                                              |
| فرودگاه صحرایی فرانکلین                               | ۵۲٬۵۹۳                  | فیلادلفیا                | ایالات متحده آمریکا | آمریکای شمالی  | دانشگاه پنسیلوانیا | فوتبال آمریکایی، دو و میدانی                        |
| ورزشگاه شکری سراج‌اوغلو                                | ۵۲٬۵۳۰                  | استانبول                 | ترکیه               | غرب آسیا       | Fenerbahçe S.K. | فوتبال                                              |
| ورزشگاه دونباس آرنا                                   | ۵۲٬۵۱۸                  | دونتسک                   | اوکراین             | اروپا          | باشگاه فوتبال شاختار دونتسک                                                                                                 | فوتبال                                              |
| ورزشگاه سانکورپ                                       | ۵۲٬۵۰۰                  | بریزبن                   | استرالیا            | اقیانوسیه      | Queensland Maroons, Brisbane Broncos, Queensland Reds, Australia Kangaroos*, Australia Wallabies*, تیم ملی فوتبال استرالیا* | راگبی ۱۳ نفره، راگبی ۱۵ نفره، فوتبال                |
| Falcon Stadium                                        | ۵۲٬۴۸۰                  | کلرادو اسپرینگز، کلرادو  | ایالات متحده آمریکا | آمریکای شمالی  | Air Force Falcons football                                                                                                  | فوتبال آمریکایی                                     |
| ورزشگاه راتگرز                                        | ۵۲٬۴۵۴                  | پیسکتاوای، نیوجرسی       | ایالات متحده آمریکا | آمریکای شمالی  | Rutgers Scarlet Knights football                                                                                            | فوتبال آمریکایی، فوتبال، لاکراس                     |
| ورزشگاه سنت جیمز پارک                                 | ۵۲٬۳۸۷                  | نیوکاسل                  | بریتانیا            | اروپا          | باشگاه فوتبال نیوکاسل یونایتد                                                                                               | فوتبال                                              |
| Bill Snyder Family Football Stadium                   | ۵۲٬۲۰۰                  | منهتن، کانزاس            | ایالات متحده آمریکا | آمریکای شمالی  | Kansas State Wildcats football                                                                                              | فوتبال آمریکایی                                     |
| Huainan Sports Stadium                                | ۵۲٬۰۸۰                  | هواینان، آن‌هوئی          | چین                 | شرق آسیا       | local football teams | فوتبال                                              |
| Jonsson Kings Park Stadium                            | 52,000                  | دوربان                   | آفریقای جنوبی       | آفریقا         | Sharks, الگو:راگبی ۱۵ نفره team, Golden Arrows, AmaZulu                                                                     | راگبی ۱۵ نفره، فوتبال                               |
| ورزشگاه دراگو                                         | ۵۲٬۰۰۰                  | پورتو                    | پرتغال              | اروپا          | باشگاه فوتبال پورتو | فوتبال                                              |
| Estadio Monumental de Maturín                         | ۵۲٬۰۰۰                  | ماتورین                  | ونزوئلا             | آمریکای جنوبی  | Monagas Sport Club | فوتبال                                              |
| Stade Omnisports                                      | ۵۲٬۰۰۰                  | یائونده                  | کامرون              | آفریقا         | Tonnerre Yaoundé, تیم ملی فوتبال کامرون                                                                                     | فوتبال                                              |
| Guiyang Olympic Sports Center                         | ۵۲٬۰۰۰                  | گوئیانگ، گوئیژو          | چین                 | شرق آسیا       | باشگاه فوتبال بیجینگ رن | فوتبال                                              |
| ورزشگاه همپدن پارک                                    | 51,866                  | گلاسگو                   | بریتانیا            | اروپا          | تیم ملی فوتبال اسکاتلند، باشگاه فوتبال کویینز پارک                                                                          | فوتبال                                              |
| SECU Stadium                                          | ۵۱٬۸۰۲                  | کالیج پارک، مریلند       | ایالات متحده آمریکا | آمریکای شمالی  | Maryland Terrapins football                                                                                                 | فوتبال آمریکایی، لاکراس                             |
| ورزشگاه لوفتوس ورسفلد                                 | ۵۱٬۷۶۲                  | پرتوریا                  | آفریقای جنوبی       | آفریقا         | Bulls, Blue Bulls, South آفریقا national راگبی ۱۵ نفره team*, Supersport United FC*                                         | راگبی ۱۵ نفره، کریکت، فوتبال                        |
| ورزشگاه آویوا                                         | 51,700                  | دوبلین                   | جمهوری ایرلند       | اروپا          | Ireland national راگبی ۱۵ نفره team, تیم ملی فوتبال جمهوری ایرلند                                                           | راگبی ۱۵ نفره، فوتبال                               |
| ورزشگاه دکویپ (officially: Stadion Feijenoord)        | ۵۱٬۵۷۷                  | روتردام                  | هلند                | اروپا          | باشگاه فوتبال فاینورد | فوتبال                                              |
| ورزشگاه راجامانگالا                                   | ۵۱٬۵۵۲                  | بانکوک                   | تایلند              | جنوب شرقی آسیا | تیم ملی فوتبال تایلند | فوتبال                                              |
| ورزشگاه دویچه بانک پارک                               | ۵۱٬۵۰۰                  | فرانکفورت                | آلمان               | اروپا          | باشگاه فوتبال آینتراخت فرانکفورت                                                                                            | فوتبال                                              |
| ورزشگاه بابا یارا                                     | ۵۱٬۵۰۰                  | کوماسی                   | غنا                 | آفریقا         | Asante Kotoko, King Faisal Babes                                                                                            | فوتبال                                              |
| Sun Bowl Stadium                                      | ۵۱٬۵۰۰                  | ال پاسو، تگزاس           | ایالات متحده آمریکا | آمریکای شمالی  | UTEP Miners football | فوتبال آمریکایی                                     |
| ورزشگاه رایس–اکلیز                                    | 51,444                  | Salt Lake City, Utah     | United States       | آمریکای شمالی  | University of Utah Utes Football Team                                                                                       | American football                                   |
| Estadio Juan Domingo Perón                            | ۵۱٬۳۸۹                  | آویاندا                  | آرژانتین            | آمریکای جنوبی  | باشگاه فوتبال راسینگ | فوتبال                                              |
| ورزشگاه شیزوئوکا                                      | ۵۱٬۳۴۹                  | فوکورویی، شیزوئوکا       | ژاپن                | شرق آسیا       | باشگاه فوتبال جوبیلو ایواتا*, باشگاه فوتبال شیمیزو اس-پالس*                                                                 | فوتبال                                              |
| ورزشگاه آتاترک ازمیر                                  | 51,295                  | ازمیر                    | ترکیه               | غرب آسیا       | باشگاه فوتبال آلتای اسپور*, باشگاه ورزشی گوزتپه، *                                                                          | فوتبال                                              |
| Huanglong Stadium                                     | ۵۱٬۱۳۹                  | هانگژو، چجیانگ           | چین                 | شرق آسیا       | باشگاه فوتبال هانگژو گرین‌تاون                                                                                               | فوتبال                                              |
| Newlands Stadium                                      | ۵۱٬۱۰۰                  | کیپ‌تاون                  | آفریقای جنوبی       | آفریقا         | Stormers, Western Province, South آفریقا national راگبی ۱۵ نفره team*, Santos F.C.                                          | راگبی ۱۵ نفره، فوتبال                               |
| Shaanxi Province Stadium                              | ۵۱٬۰۰۰                  | شی‌آن، شاآنشی             | چین                 | شرق آسیا       | local football team | فوتبال                                              |
| Dowdy–Ficklen Stadium                                 | ۵۱٬۰۰۰                  | گرینویل، کارولینای شمالی | ایالات متحده آمریکا | آمریکای شمالی  | East Carolina University Pirates football                                                                                   | فوتبال آمریکایی                                     |
| ورزشگاه ایندپندنس                                     | ۵۰٬۸۳۲                  | شریوپورت                 | ایالات متحده آمریکا | آمریکای شمالی  | Independence Bowl | فوتبال آمریکایی                                     |
| ورزشگاه آیبروکس                                       | 50,817                  | گلاسگو                   | بریتانیا            | اروپا          | باشگاه فوتبال رنجرز | فوتبال                                              |
| Huntington Bank Stadium                               | ۵۰٬۸۰۵                  | مینیاپولیس               | ایالات متحده آمریکا | آمریکای شمالی  | Minnesota Golden Gophers football                                                                                           | فوتبال آمریکایی                                     |
| ورزشگاه ژوزه آلوالاد                                  | ۵۰٬۴۶۶                  | لیسبون                   | پرتغال              | اروپا          | باشگاه فوتبال اسپورتینگ | فوتبال                                              |
| Coors Field                                           | ۵۰٬۴۴۵                  | دنور، Colorado           | ایالات متحده آمریکا | آمریکای شمالی  | Colorado Rockies | بیسبال                                              |
| ورزشگاه مونهاک اینچئون                                | ۵۰٬۲۵۶                  | اینچئون                  | کره جنوبی           | شرق آسیا       | Incheon Korail | فوتبال                                              |
| ورزشگاه پیر مائوروی                                   | ۵۰٬۱۸۶                  | وینو دسک                 | فرانسه              | اروپا          | باشگاه فوتبال لیل | فوتبال                                              |
| ورزشگاه کینگ بودوئن                                   | ۵۰٬۱۲۲                  | بروکسل                   | بلژیک               | اروپا          | تیم ملی فوتبال بلژیک | فوتبال، دو و میدانی                                 |
| ورزشگاه آجینوموتو                                     | ۵۰٬۱۰۰                  | چوفو، توکیو              | ژاپن                | شرق آسیا       | باشگاه فوتبال توکیو، باشگاه فوتبال توکیو وردی                                                                               | فوتبال                                              |
| David Booth Kansas Memorial Stadium                   | ۵۰٬۰۷۱                  | لارنس، کانزاس            | ایالات متحده آمریکا | آمریکای شمالی  | Kansas Jayhawks football | فوتبال آمریکایی                                     |
| ورزشگاه ایتایپاوا آرنا فونته نوآوا                    | ۵۰٬۰۰۰                  | سالوادور، باهیا          | برزیل               | آمریکای جنوبی  | باشگاه ورزشی باهیا | فوتبال                                              |
| Stade 19 Mai 1956                                     | ۵۰٬۰۰۰                  | عنابه                    | الجزایر             | آفریقا         | USM Annaba | فوتبال                                              |
| JSCA Internationalکریکت Stadium                       | ۵۰٬۰۰۰                  | رانچی                    | هند                 | جنوب آسیا      | تیم ملی کریکت هند، Jharkhandکریکت team                                                                                      | کریکت                                               |
| Ekana Internationalکریکت Stadium                      | ۵۰٬۰۰۰                  | لکهنؤ                    | هند                 | جنوب آسیا      | لکهنؤ | Cricket                                             |
| ورزشگاه کیم ایل-سونگ                                  | 50,000                  | پیونگ‌یانگ                | کره شمالی           | شرق آسیا       | Pyongyang City Sports Group                                                                                                 | فوتبال                                              |
| ورزشگاه آلوها                                         | ۵۰٬۰۰۰                  | هونولولو، Hawaii         | ایالات متحده آمریکا | آمریکای شمالی  | Hawaiʻi Warriors football                                                                                                   | فوتبال آمریکایی، بیسبال                             |
| ورزشگاه چارلز موپلی                                   | 50,000                  | Phuthaditjhaba           | آفریقای جنوبی       | آفریقا         | Free State Stars* | فوتبال                                              |
| Eden Park                                             | ۵۰٬۰۰۰                  | اوکلند                   | نیوزیلند            | اقیانوسیه      | Auckland Blues, New Zealand national راگبی ۱۵ نفره team*, Auckland Aces*, New Zealand nationalکریکت team*                   | راگبی ۱۵ نفره، کریکت                                |
| ورزشگاه بیگ آرچ هیروشیما                              | ۵۰٬۰۰۰                  | هیروشیما                 | ژاپن                | شرق آسیا       | باشگاه فوتبال سانفریس هیروشیما                                                                                              | فوتبال                                              |
| Jilin People's Stadium                                | ۵۰٬۰۰۰                  | جی‌لین، جی‌لین             | چین                 | شرق آسیا       | local football teams | فوتبال                                              |
| ورزشگاه بین‌المللی خلیفه                               | ۵۰٬۰۰۰                  | دوحه                     | قطر                 | غرب آسیا       | تیم ملی فوتبال قطر | فوتبال                                              |
| ورزشگاه ناگای                                         | ۵۰٬۰۰۰                  | اوساکا                   | ژاپن                | شرق آسیا       | باشگاه فوتبال سرزو اوزاکا                                                                                                   | فوتبال، دو و میدانی                                 |
| ورزشگاه المپیک پنوم پن                                | ۷۰٬۰۰0 (maximum) ۵۰٬۰۰۰ | پنوم‌پن                   | کامبوج              | جنوب شرقی آسیا | Khemara | فوتبال                                              |
| ورزشگاه ۲۶ مارس                                       | ۵۰٬۰۰۰                  | باماکو                   | مالی                | آفریقا         | Stade Malien | فوتبال                                              |
| ورزشگاه استنفورد                                      | ۵۰٬۰۰۰                  | استنفورد، کالیفرنیا      | ایالات متحده آمریکا | آمریکای شمالی  | Stanford Cardinal football                                                                                                  | فوتبال آمریکایی                                     |
| Sultan Mizan Zainal Abidin Stadium                    | ۵۰٬۰۰۰                  | کوالا ترنگگانو           | مالزی               | جنوب شرقی آسیا | Terengganu FA* | فوتبال، دو و میدانی                                 |
| ورزشگاه پارس                                          | ۵۰٬۰۰۰                  | شیراز                    | ایران               | غرب آسیا       | | فوتبال                                              |
| Henan Provincial Stadium                              | ۵۰٬۰۰۰                  | ژنگژو، استان هنان        | چین                 | شرق آسیا       | local football teams | فوتبال                                              |
| Xinjiang Sports Centre                                | ۵۰٬۰۰۰                  | اورومچی، سین‌کیانگ        | چین                 | شرق آسیا       | local football teams | فوتبال                                              |
| Yanji People's Stadium                                | ۵۰٬۰۰۰                  | یانگژی، جی‌لین            | چین                 | شرق آسیا       | local football teams | فوتبال                                              |
| Estádio 11 de Novembro                                | ۵۰٬۰۰۰                  | لوآندا                   | آنگولا              | آفریقا         | | فوتبال                                              |
| Guangzhou University City Stadium                     | ۵۰٬۰۰۰                  | گوانگ‌ژو، گوانگ‌دونگ       | چین                 | شرق آسیا       | local football teams | فوتبال                                              |
| Jiangxi Olympic Sports Center                         | ۵۰٬۰۰۰                  | نانچانگ، جیانگشی         | چین                 | شرق آسیا       | local football teams | فوتبال، دو و میدانی                                 |
| ورزشگاه فرانکن                                        | ۵۰٬۰۰۰                  | نورنبرگ                  | آلمان               | اروپا          | باشگاه فوتبال نورنبرگ | فوتبال                                              |
| ورزشگاه راین انرژی                                    | ۵۰٬۰۰۰                  | کلن                      | آلمان               | اروپا          | باشگاه فوتبال کلن | فوتبال                                              |
| Shaheed Veer Narayan Singh Internationalکریکت Stadium | 50,000                  | رایپور                   | هند                 | جنوب آسیا      | local teams | کریکت                                               |

### ظرفیت ۴۰٬۰۰۰–۵۰٬۰۰۰
| ورزشگاه                                       | ظرفیت  | شهر (ایالت)            | کشور                | منطقه          | تیم(ها) | ورزش(ها)                                        |
| --------------------------------------------- | ------ | ---------------------- | ------------------- | -------------- | --- | ----------------------------------------------- |
| Gaelic Grounds                                | ۴۹٬۸۶۶ | لیمریک                 | جمهوری ایرلند       | اروپا          | Limerick GAA | هورلینگ، فوتبال گیلیک                           |
| ورزشگاه آکرون                                 | ۴۹٬۸۵۰ | زاپوپان، خالیسکو       | مکزیک               | آمریکای شمالی  | باشگاه فوتبال گوادالاخارا | فوتبال                                          |
| ورزشگاه فریتز والتر                           | ۴۹٬۷۸۰ | کایزرسلاوترن           | آلمان               | اروپا          | باشگاه فوتبال کایزرسلاوترن | فوتبال                                          |
| ورزشگاه خوزه آمالفیتانی                       | ۴۹٬۵۴۰ | بوئنوس آیرس            | آرژانتین            | آمریکای جنوبی  | باشگاه فوتبال ولز سارسفیلد، Argentina national راگبی ۱۵ نفره team*, Jaguares                                                      | فوتبال، راگبی ۱۵ نفره                           |
| ورزشگاه کمیل شمعون                            | 49,500 | بیروت                  | لبنان               | غرب آسیا       | تیم ملی فوتبال لبنان | فوتبال                                          |
| ورزشگاه مستایا                                | ۴۹٬۴۳۰ | والنسیا                | اسپانیا             | اروپا          | باشگاه فوتبال والنسیا | فوتبال                                          |
| Ryan Field                                    | ۴۹٬۲۵۶ | اوانستون، ایلینوی      | ایالات متحده آمریکا | آمریکای شمالی  | Northwestern Wildcats football | فوتبال آمریکایی                                 |
| JMA Wireless Dome                             | ۴۹٬۲۵۰ | سیراکیوس، نیویورک      | ایالات متحده آمریکا | آمریکای شمالی  | Syracuse Orange football, Syracuse Orange men's basketball, Syracuse Orange men's lacrosse, Syracuse Orange women's basketball    | فوتبال آمریکایی، basketball, لاکراس             |
| ورزشگاه میاگی                                 | ۴۹٬۱۳۳ | ریفو                   | ژاپن                | شرق آسیا       | باشگاه فوتبال وگالتا سندای* | فوتبال، دو و میدانی                             |
| ورزشگاه رنجرز در آرلینگتون                    | ۴۹٬۱۱۵ | آرلینگتون، تگزاس       | ایالات متحده آمریکا | آمریکای شمالی  | Dallas Renegades, North Texas SC                                                                                                  | فوتبال آمریکایی، فوتبال                         |
| ورزشگاه چیس فیلد                              | ۴۹٬۰۳۳ | فینیکس                 | ایالات متحده آمریکا | آمریکای شمالی  | Arizona Diamondbacks | بیسبال                                          |
| ورزشگاه‌ها د ئی-آرنا                           | ۴۹٬۰۰۰ | هانوفر                 | آلمان               | اروپا          | باشگاه ورزشی هانوفر ۹۶ | فوتبال                                          |
| ورزشگاه لا بومبونرا                           | ۴۹٬۰۰۰ | بوئنوس آیرس            | آرژانتین            | آمریکای جنوبی  | باشگاه فوتبال بوکا جونیورز | فوتبال                                          |
| Queensland Sport and دو و میدانی Centre       | ۴۹٬۰۰۰ | بریزبن                 | استرالیا            | اقیانوسیه      | | راگبی ۱۳ نفره، دو و میدانی                      |
| Oriole Park at Camden Yards                   | ۴۸٬۸۷۶ | بالتیمور               | ایالات متحده آمریکا | آمریکای شمالی  | Baltimore Orioles | بیسبال                                          |
| Jinnah Sports Stadium                         | ۴۸٬۸۰۰ | اسلام‌آباد              | پاکستان             | جنوب آسیا      | تیم ملی فوتبال پاکستان* | فوتبال، کریکت، هاکی روی چمن                     |
| ورزشگاه پارک د پرنس                           | 48,712 | Paris                  | فرانسه              | اروپا          | باشگاه فوتبال پاری سن-ژرمن | فوتبال                                          |
| ورزشگاه ملی خولیو مارتینز پرادانوس            | ۴۸٬۶۶۵ | سانتیاگو               | شیلی                | آمریکای جنوبی  | تیم ملی فوتبال شیلی، باشگاه فوتبال یونیورسیداد شیلی*                                                                              | فوتبال، دو و میدانی                             |
| ورزشگاه نلسون ماندلا بی                       | ۴۸٬۴۵۹ | پورت الیزابت           | آفریقای جنوبی       | آفریقا         | Southern Kings, Eastern Province Elephants                                                                                        | راگبی ۱۵ نفره، فوتبال                           |
| Estadio Tomás Adolfo Ducó                     | ۴۸٬۳۱۴ | بوئنوس آیرس            | آرژانتین            | آمریکای جنوبی  | باشگاه فوتبال اتلتیکو هوراکان | فوتبال                                          |
| T-Mobile Park                                 | ۴۸٬۱۱۶ | سیاتل                  | ایالات متحده آمریکا | آمریکای شمالی  | Seattle Mariners | بیسبال                                          |
| ورزشگاه آف لایت                               | ۴۸٬۰۹۵ | ساندرلند               | بریتانیا            | اروپا          | باشگاه فوتبال ساندرلند | فوتبال                                          |
| Harbin ICE Sports Center                      | ۴۸٬۰۰۰ | هاربین                 | چین                 | شرق آسیا       | | دو و میدانی                                     |
| Sydneyکریکت Ground                            | ۴۸٬۰۰۰ | سیدنی                  | استرالیا            | اقیانوسیه      | Australia nationalکریکت team*, Sydney Roosters, New South Wales Blues (cricket)\|, Sydney 6ers, Sydney Swans, باشگاه فوتبال سیدنی | کریکت، فوتبال استرالیایی، راگبی ۱۳ نفره، فوتبال |
| ورزشگاه مالویناس آرژنتیناس                    | ۴۸٬۰۰۰ | مندوسا، آرژانتین       | آرژانتین            | آمریکای جنوبی  | Ciudad de Mendoza | فوتبال                                          |
| Koshien Stadium                               | 47,757 | نیشی‌نومیا، هیوگو       | ژاپن                | شرق آسیا       | ببر هانشین | بیسبال                                          |
| ورزشگاه المپیک فیشت                           | ۴۷٬۶۵۹ | سوچی                   | روسیه               | اروپا          | باشگاه فوتبال سوچی | فوتبال، دو و میدانی                             |
| Estadio Monumental David Arellano             | ۴۷٬۰۱۷ | سانتیاگو               | شیلی                | آمریکای جنوبی  | باشگاه فوتبال کولو-کولو | فوتبال                                          |
| Rice Stadium                                  | 47,000 | هیوستون                | ایالات متحده آمریکا | آمریکای شمالی  | Rice Owls football | فوتبال آمریکایی                                 |
| توکیو دم                                      | ۴۷٬۰۰۰ | توکیو                  | ژاپن                | شرق آسیا       | Yomiuri Giants | بیسبال                                          |
| ورزشگاه المپیک ژائو هاولانژ                   | ۴۶٬۹۳۱ | ریو دو ژانیرو          | برزیل               | آمریکای جنوبی  | باشگاه فوتبال بوتافوگو | فوتبال، دو و میدانی                             |
| Busch Stadium                                 | ۴۶٬۸۶۱ | سنت لوئیس، میزوری      | ایالات متحده آمریکا | آمریکای شمالی  | سنت لوئیس کاردینالز | بیسبال                                          |
| Estadio Metropolitano                         | 46,788 | بارانکیا               | کلمبیا              | آمریکای جنوبی  | تیم ملی فوتبال کلمبیا، باشگاه ورزشی اتلتیکو جونیور                                                                                | فوتبال                                          |
| Estadio El Campín                             | ۴۶٬۰۱۸ | بوگوتا                 | کلمبیا              | آمریکای جنوبی  | باشگاه فوتبال میلوناریوس، باشگاه فوتبال سانتا فه                                                                                  | فوتبال                                          |
| ACA-VDCA Stadium                              | ۴۶٬۰۰۰ | ویساکاپاتنام           | هند                 | جنوب آسیا      | Andhraکریکت team, Sunrisers Hyderabad*                                                                                            | کریکت                                           |
| ورزشگاه ایتایپاوا آرنا پرنامبوکو              | 46,000 | São Lourenço da Mata   | برزیل               | آمریکای جنوبی  | باشگاه فوتبال نائوچیکو | فوتبال                                          |
| Estádio Olímpico Monumental                   | ۴۶٬۰۰۰ | پورتو آلگری            | برزیل               | آمریکای جنوبی  | | فوتبال                                          |
| ورزشگاه پیتر موکابا                           | ۴۶٬۰۰۰ | پولوکوین               | آفریقای جنوبی       | آفریقا         | | فوتبال                                          |
| Estádio Paulo Constantino                     | ۴۵٬۹۵۴ | پرزیدنت پرودنته        | برزیل               | آمریکای جنوبی  | | فوتبال                                          |
| Estadio Olímpico Pascual Guerrero             | ۴۵٬۶۲۵ | کالی                   | کلمبیا              | آمریکای جنوبی  | باشگاه فوتبال آمریکا ده کالی | فوتبال                                          |
| ورزشگاه ولگوگراد آرنا                         | ۴۵٬۵۶۸ | ولگوگراد               | روسیه               | اروپا          | باشگاه فوتبال روتور ولگوگراد | فوتبال                                          |
| Páirc Uí Chaoimh                              | ۴۵٬۵۰۰ | کورک                   | جمهوری ایرلند       | اروپا          | Cork GAA | هورلینگ، فوتبال گیلیک                           |
| ورزشگاه آدلمار ده کوستا کارولیو               | ۴۵٬۵۰۰ | رسیفی                  | برزیل               | آمریکای جنوبی  | باشگاه ورزشی اسپورت رسیفی | فوتبال                                          |
| ورزشگاه رامون سانچز پیس‌خوان                   | ۴۵٬۵۰۰ | سویل                   | اسپانیا             | اروپا          | باشگاه فوتبال سویا | فوتبال                                          |
| ورزشگاه ادرار                                 | ۴۵٬۴۸۰ | اگادیر                 | مراکش               | آفریقا         | باشگاه فوتبال حسینیه اکادیر | فوتبال                                          |
| ورزشگاه یادبود رابرت اف. کندی                 | 45,423 | Washington, D.C.       | ایالات متحده آمریکا | آمریکای شمالی  | | فوتبال، فوتبال آمریکایی، بیسبال                 |
| ورزشگاه اوتکریتیه آرنا                        | 45,360 | Moscow                 | روسیه               | اروپا          | باشگاه فوتبال اسپارتاک مسکو | فوتبال                                          |
| ورزشگاه مراکش                                 | ۴۵٬۲۴۰ | مراکش                  | مراکش               | آفریقا         | باشگاه فوتبال الکوکب المراکشی، تیم ملی فوتبال مراکش                                                                               | فوتبال                                          |
| Mandela National Stadium                      | ۴۵٬۲۰۲ | کامپالا                | اوگاندا             | آفریقا         | تیم ملی فوتبال اوگاندا | فوتبال                                          |
| McLane Stadium                                | ۴۵٬۱۴۰ | ویکو، تگزاس            | ایالات متحده آمریکا | آمریکای شمالی  | Baylor Bears football | فوتبال آمریکایی                                 |
| ورزشگاه وروتسواف                              | ۴۵٬۱۰۵ | وروتسواف               | لهستان              | اروپا          | باشگاه فوتبال شلاسک وروتسواف | فوتبال                                          |
| ورزشگاه کازان آرنا                            | ۴۵٬۱۰۵ | کازان                  | روسیه               | اروپا          | باشگاه فوتبال روبین کازان | فوتبال، دو و میدانی                             |
| Estadio Garcilaso                             | ۴۵٬۰۵۶ | کوسکو                  | پرو                 | آمریکای جنوبی  | Cienciano del Cuzco | فوتبال                                          |
| Angel Stadium of Anaheim                      | ۴۵٬۰۵۰ | آناهایم، کالیفرنیا     | ایالات متحده آمریکا | آمریکای شمالی  | لس آنجلس آنجلز | بیسبال                                          |
| Estádio Olímpico do Pará                      | ۴۵٬۰۰۷ | بلم                    | برزیل               | آمریکای جنوبی  | Paysandu Sport Club*, Clube do Remo*                                                                                              | فوتبال                                          |
| Egyptian Army Stadium                         | ۴۵٬۰۰۰ | سوئز                   | مصر                 | آفریقا         | باشگاه فوتبال پتروجت | فوتبال                                          |
| 24 February Stadium                           | ۴۵٬۰۰۰ | سیدی بلعباس            | الجزایر             | آفریقا         | USM Bel Abbès | فوتبال                                          |
| Gelora Bung Tomo Stadium                      | ۴۵٬۰۰۰ | سورابایا               | اندونزی             | جنوب شرقی آسیا | Persebaya Surabaya | فوتبال، دو و میدانی                             |
| ورزشگاه المپیک صفرمراد ترکمن‌باشی              | ۴۵٬۰۰۰ | عشق‌آباد                | ترکمنستان           | آسیای مرکزی    | تیم ملی فوتبال ترکمنستان | فوتبال                                          |
| Harapan Bangsa Stadium                        | ۴۵٬۰۰۰ | باندا آچه              | اندونزی             | جنوب شرقی آسیا | Persiraja Banda Aceh | فوتبال                                          |
| National Hockey Stadium, Lahore               | ۴۵٬۰۰۰ | لاهور                  | پاکستان             | جنوب آسیا      | تیم ملی هاکی روی چمن مردان پاکستان                                                                                                | هاکی روی چمن                                    |
| ورزشگاه آرنا کورینتیانس                       | 45,000 | سائو پائولو            | برزیل               | آمریکای جنوبی  | باشگاه فوتبال کورینتیانس | فوتبال                                          |
| Estadio General Pablo Rojas                   | ۴۵٬۰۰۰ | آسونسیون               | پاراگوئه            | آمریکای جنوبی  | باشگاه فوتبال سرو پورتنیو | فوتبال                                          |
| ورزشگاه رومل فرناندز                          | ۴۵٬۰۰۰ | پاناماسیتی             | پاناما              | آمریکای جنوبی  | فدراسیون فوتبال پاناما (FEPAFUT)                                                                                                  | فوتبال، دو و میدانی                             |
| ورزشگاه ملی بانگاباندو                        | ۴۵٬۰۰۰ | داکا                   | بنگلادش             | جنوب آسیا      | تیم ملی فوتبال بنگلادش، Bangladesh League                                                                                         | فوتبال، دو و میدانی                             |
| Barabati Stadium                              | ۴۵٬۰۰۰ | کوتاک                  | هند                 | جنوب آسیا      | Orissaکریکت Association | کریکت                                           |
| Vidarbhaکریکت Association Stadium Jamtha      | 45,000 | ناگپور                 | هند                 | جنوب آسیا      | Vidarbhaکریکت team | کریکت                                           |
| ورزشگاه عباسیون                               | ۴۵٬۰۰۰ | دمشق                   | سوریه               | غرب آسیا       | باشگاه ورزشی الجیش، باشگاه ورزشی الوحده، باشگاه ورزشی المجد                                                                       | فوتبال                                          |
| Allianz Parque                                | 45,000 | سائو پائولو            | برزیل               | آمریکای جنوبی  | باشگاه فوتبال پالمیراس | فوتبال                                          |
| Kobe Universiade Memorial Stadium             | ۴۵٬۰۰۰ | کوبه                   | ژاپن                | شرق آسیا       | باشگاه فوتبال ویسل کوبه* | فوتبال                                          |
| Qingdao Guoxin Stadium                        | ۴۵٬۰۰۰ | چینگ‌دائو               | چین                 | شرق آسیا       | | فوتبال                                          |
| Captain Roop Singh Stadium                    | 45,000 | گوالیور                | هند                 | جنوب آسیا      | Madhya Pradeshکریکت Association                                                                                                   | کریکت                                           |
| Estádio da Machava                            | 45,000 | ماپوتو                 | موزامبیک            | آفریقا         | تیم ملی فوتبال موزامبیک | فوتبال                                          |
| Estádio Universitário Pedro Pedrossian        | ۴۵٬۰۰۰ | کامپوگرانده            | برزیل               | آمریکای جنوبی  | Universidade Federal de Mato Grosso do Sul                                                                                        | فوتبال                                          |
| ورزشگاه فاتوردا                               | ۴۵٬۰۰۰ | مارگائو                | هند                 | جنوب آسیا      | باشگاه فوتبال دمپو، باشگاه فوتبال سالگائوکار، Sporting Clube de Goa                                                               | فوتبال                                          |
| Fez Stadium                                   | ۴۵٬۰۰۰ | فاس                    | مراکش               | آفریقا         | Maghreb Fez | فوتبال                                          |
| ورزشگاه فری استیت                             | ۴۵٬۰۰۰ | بلومفونتن              | آفریقای جنوبی       | آفریقا         | Free State Cheetahs, Cheetahs, Bloemfontein Celtic                                                                                | راگبی ۱۵ نفره                                   |
| Green Park Stadium                            | 45,000 | کان‌پور                 | هند                 | جنوب آسیا      | Uttar Pradeshکریکت team | Cricket                                         |
| ورزشگاه روستوف آرنا                           | ۴۵٬۰۰۰ | روستوف-نا-دونو         | روسیه               | اروپا          | باشگاه فوتبال روستوف | فوتبال                                          |
| Stade El Menzah                               | ۴۵٬۰۰۰ | تونس                   | تونس                | آفریقا         | باشگاه فوتبال آفریقایی، باشگاه فوتبال اسپرانس تونس                                                                                | فوتبال                                          |
| ورزشگاه تویوتا                                | ۴۵٬۰۰۰ | تویوتا، آیچی           | ژاپن                | شرق آسیا       | باشگاه فوتبال ناگویا گرامپوس* | فوتبال                                          |
| Citi Field                                    | 45,000 | New York City          | ایالات متحده آمریکا | آمریکای شمالی  | New York Mets | بیسبال                                          |
| Yantai Sports Park Stadium                    | ۴۵٬۰۰۰ | یانتای، شاندونگ        | چین                 | شرق آسیا       | local football teams | فوتبال                                          |
| ورزشگاه پاناتینایکو                           | ۴۵٬۰۰۰ | آتن                    | یونان               | اروپا          | | دو و میدانی                                     |
| ورزشگاه مراکش                                 | ۴۵٬۰۰۰ | مراکش                  | مراکش               | آفریقا         | باشگاه فوتبال الکوکب المراکشی | فوتبال                                          |
| ورزشگاه عمر بونگو                             | ۴۵٬۰۰۰ | لیبرویل                | گابن                | آفریقا         | FC 105 Libreville | فوتبال                                          |
| ورزشگاه ملی لاگوس                             | ۴۵٬۰۰۰ | لاگوس                  | نیجریه              | آفریقا         | تیم ملی فوتبال نیجریه* | فوتبال                                          |
| Zibo Sports Center Stadium                    | ۴۵٬۰۰۰ | زیبو، شاندونگ          | چین                 | شرق آسیا       | local football teams | فوتبال                                          |
| Weifang Sports Center Stadium                 | ۴۵٬۰۰۰ | ویفانگ، شاندونگ        | چین                 | شرق آسیا       | local football teams | فوتبال                                          |
| Orlando Stadium                               | ۴۵٬۰۰۰ | ژوهانسبورگ             | آفریقای جنوبی       | آفریقا         | Orlando Pirates, Moroka Swallows                                                                                                  | فوتبال                                          |
| ورزشگاه شهر ورزشی زاید                        | 45,000 | ابوظبی                 | امارات متحده عربی   | غرب آسیا       | جام رئیس دولت امارات finals | فوتبال                                          |
| Wankhede Stadium                              | 45,000 | بمبئی                  | هند                 | جنوب آسیا      | Mumbaiکریکت team, Mumbai Indians, تیم ملی کریکت هند*                                                                              | کریکت                                           |
| Kanchenjunga Stadium                          | 45,000 | سیلیگوری               | هند                 | جنوب آسیا      | local football teams | فوتبال                                          |
| Vidarbhaکریکت Association Ground              | ۴۵٬۰۰۰ | ناگپور                 | هند                 | جنوب آسیا      | Vidarbhaکریکت team | Cricket                                         |
| Latakia Sports City Stadium                   | ۴۵٬۰۰۰ | لاذقیه                 | سوریه               | غرب آسیا       | | فوتبال                                          |
| ورزشگاه کاسموس آرنا                           | ۴۴٬۹۱۸ | سامارا                 | روسیه               | اروپا          | باشگاه فوتبال کریلیا سووتوف سامارا                                                                                                | فوتبال                                          |
| ورزشگاه نیژنی نووگورود                        | ۴۴٬۸۹۹ | نیژنی نووگورود         | روسیه               | اروپا          | باشگاه فوتبال نیژنی نووگورود | فوتبال                                          |
| Alumni Stadium                                | ۴۴٬۵۰۰ | چسنات هیل، ماساچوست    | ایالات متحده آمریکا | آمریکای شمالی  | Boston College Eagles football | فوتبال آمریکایی                                 |
| ورزشگاه آرنا آمازونیا                         | 44,500 | مانائوس                | برزیل               | آمریکای جنوبی  | América Futebol Clube, Nacional Futebol Clube, Atlético Rio Negro Clube                                                           | فوتبال                                          |
| ورزشگاه سین ث                                 | ۴۴٬۴۰۰ | کان تو                 | ویتنام              | جنوب شرقی آسیا | local football teams | فوتبال، دو و میدانی                             |
| FBC Mortgage Stadium                          | ۴۴٬۲۰۶ | اورلاندو               | ایالات متحده آمریکا | آمریکای شمالی  | UCF Knights football | فوتبال آمریکایی                                 |
| Estádio Governador Alberto Tavares Silva      | ۴۴٬۲۰۰ | ترسینا                 | برزیل               | آمریکای جنوبی  | Esporte Clube Flamengo* | فوتبال                                          |
| ورزشگاه جام‌جهانی گوانگجو                      | ۴۴٬۱۱۸ | گوانگجو                | کره جنوبی           | شرق آسیا       | باشگاه فوتبال گوانگجو | فوتبال                                          |
| ورزشگاه فوتبال اولسان مونسو                   | ۴۴٬۱۰۲ | اولسان                 | کره جنوبی           | شرق آسیا       | باشگاه فوتبال اولسان هیوندای | فوتبال                                          |
| Amon G. Carter Stadium                        | ۴۴٬۰۰۸ | فورت ورث               | ایالات متحده آمریکا | آمریکای شمالی  | TCU Horned Frogs football | فوتبال آمریکایی                                 |
| Levy Mwanawasa Stadium                        | ۴۴٬۰۰۰ | ان‌دولا                 | زامبیا              | آفریقا         | تیم ملی فوتبال زامبیا | فوتبال                                          |
| ورزشگاه جام‌جهانی سوون                         | ۴۳٬۹۵۹ | سوون                   | کره جنوبی           | شرق آسیا       | باشگاه فوتبال سوون سامسونگ | فوتبال                                          |
| Riau Main Stadium                             | ۴۳٬۹۲۳ | پکانبارو               | اندونزی             | جنوب شرقی آسیا | PSPS Riau | فوتبال                                          |
| ورزشگاه شاندونگ                               | ۴۳٬۷۰۰ | جینان، شاندونگ         | چین                 | شرق آسیا       | local football teams | فوتبال                                          |
| Vasil Levski National Stadium                 | ۴۳٬۶۳۲ | صوفیه                  | بلغارستان           | اروپا          | تیم ملی فوتبال بلغارستان | فوتبال                                          |
| ورزشگاه پی‌جی‌ئی آرنا                           | ۴۳٬۶۱۵ | گدانسک                 | لهستان              | اروپا          | باشگاه فوتبال لخیا گدانسک | فوتبال                                          |
| Citizens Bank Park                            | ۴۳٬۵۰۰ | فیلادلفیا              | ایالات متحده آمریکا | آمریکای شمالی  | Philadelphia Phillies | بیسبال                                          |
| ورزشگاه ام‌بومبل                               | ۴۳٬۵۰۰ | نلسپرویت               | آفریقای جنوبی       | آفریقا         | | فوتبال                                          |
| El Nuevo Gasómetro                            | ۴۳٬۴۹۴ | بوئنوس آیرس            | آرژانتین            | آمریکای جنوبی  | باشگاه ورزشی سن لورنسو آلماگرو | فوتبال                                          |
| ورزشگاه جام‌جهانی جئونجو                       | ۴۳٬۳۴۸ | جونجو                  | کره جنوبی           | شرق آسیا       | باشگاه فوتبال چونبوک هیوندای موتورز                                                                                               | فوتبال                                          |
| Progressive Field                             | ۴۳٬۳۴۵ | کلیولند، Ohio          | ایالات متحده آمریکا | آمریکای شمالی  | Cleveland Guardians | بیسبال                                          |
| ورزشگاه پوزنان                                | ۴۳٬۲۶۹ | پوزنان                 | لهستان              | اروپا          | باشگاه فوتبال لخ پوزنان | فوتبال                                          |
| ورزشگاه اوئیتا                                | ۴۳٬۲۵۴ | اوئیتا                 | ژاپن                | شرق آسیا       | باشگاه فوتبال اوئیتا ترینیتا | فوتبال                                          |
| Reser Stadium                                 | ۴۳٬۱۵۴ | کرولیس، اورگن          | ایالات متحده آمریکا | آمریکای شمالی  | Oregon State Beavers football | فوتبال آمریکایی                                 |
| ورزشگاه آرتمیو فرانکی                         | ۴۳٬۱۴۷ | فلورانس                | ایتالیا             | اروپا          | باشگاه فوتبال فیورنتینا | فوتبال                                          |
| Saifai Internationalکریکت Stadium             | 43,000 | Saifai                 | هند                 | جنوب آسیا      | Uttar Pradeshکریکت team | Cricket                                         |
| Estadio Universidad San Marcos                | ۴۳٬۰۰۰ | لیما                   | پرو                 | آمریکای جنوبی  | Universidad San Marcos | فوتبال                                          |
| Fitzgerald Stadium (Staidiam Mhic Gearailt)\| | ۴۳٬۰۰۰ | کیلارنی                | جمهوری ایرلند       | اروپا          | Kerry GAA | فوتبال گیلیک، هورلینگ                           |
| ورزشگاه آرنا پانتانال                         | ۴۳٬۰۰۰ | کویابا                 | برزیل               | آمریکای جنوبی  | Clube Esportivo Dom Bosco, Mixto Esporte Clube                                                                                    | فوتبال                                          |
| ورزشگاه اولوی                                 | ۴۳٬۰۰۰ | یوتبری                 | سوئد                | اروپا          | | فوتبال، دو و میدانی                             |
| ورزشگاه آرنا داس دوناس                        | ۴۳٬۰۰۰ | ناتال                  | برزیل               | آمریکای جنوبی  | Federação Norte-rio-grandense de Futebol                                                                                          | فوتبال                                          |
| گنبد ساپورو                                   | ۴۲٬۸۳۱ | ساپورو                 | ژاپن                | شرق آسیا       | باشگاه فوتبال هوکایدو کونسادول ساپورو، Hokkaido Nippon-Ham Fighters                                                               | فوتبال، بیسبال                                  |
| ورزشگاه ویلا پارک                             | ۴۲٬۷۸۸ | بیرمنگام               | بریتانیا            | اروپا          | باشگاه فوتبال استون ویلا | فوتبال                                          |
| Zhuzhou Stadium                               | ۴۲٬۷۴۰ | ژوژو، هونان            | چین                 | شرق آسیا       | local football teams | فوتبال                                          |
| ورزشگاه کواتموک                               | ۴۲٬۶۴۸ | پوئبلا سیتی            | مکزیک               | آمریکای شمالی  | باشگاه فوتبال پوئبلا | فوتبال                                          |
| ورزشگاه وودافون پارک                          | 42,590 | استانبول               | ترکیه               | اروپا          | باشگاه فوتبال بشیکتاش | فوتبال                                          |
| ورزشگاه ردبول آرنا                            | ۴۲٬۵۵۸ | لایپزیگ                | آلمان               | اروپا          | باشگاه فوتبال لایپزیگ | فوتبال                                          |
| Estadio Metropolitano de Mérida               | ۴۲٬۵۰۰ | مریدا، مریدا           | ونزوئلا             | آمریکای جنوبی  | Estudiantes de Mérida FC | فوتبال                                          |
| Perak Stadium                                 | ۴۲٬۵۰۰ | ایپوه                  | مالزی               | جنوب شرقی آسیا | باشگاه فوتبال پراک | فوتبال                                          |
| ورزشگاه فوتبال سیدنی                          | 42,500 | سیدنی                  | استرالیا            | اقیانوسیه      | Sydney Roosters, NSW Waratahs, باشگاه فوتبال سیدنی                                                                                | فوتبال، راگبی ۱۳ نفره، راگبی ۱۵ نفره            |
| Kanjuruhan Stadium                            | ۴۲٬۴۴۹ | مالنگ                  | اندونزی             | جنوب شرقی آسیا | باشگاه فوتبال آرما | فوتبال                                          |
| Estadio Defensores del Chaco                  | ۴۲٬۳۵۴ | آسونسیون               | پاراگوئه            | آمریکای جنوبی  | اتحادیه فوتبال پاراگوئه | فوتبال                                          |
| ورزشگاه نیگاتا                                | ۴۲٬۳۰۰ | نیگاتا                 | ژاپن                | شرق آسیا       | باشگاه فوتبال آلبیرکس نیگاتا | فوتبال                                          |
| ورزشگاه جام‌جهانی ججو                          | ۴۲٬۲۵۶ | سئوگویپو               | کره جنوبی           | شرق آسیا       | باشگاه فوتبال ججو یونایتد | فوتبال                                          |
| American Family Field                         | ۴۲٬۲۰۰ | میلواکی                | ایالات متحده آمریکا | آمریکای شمالی  | Milwaukee Brewers | بیسبال                                          |
| ورزشگاه ارناندو سیلس                          | ۴۲٬۱۴۸ | لاپاز                  | بولیوی              | آمریکای جنوبی  | تیم ملی فوتبال بولیوی، La Paz F.C., باشگاه فوتبال بولیوار*, باشگاه فوتبال استرانگست*                                              | فوتبال                                          |
| ورزشگاه نیو بوردو                             | ۴۲٬۱۱۵ | بوردو                  | فرانسه              | اروپا          | باشگاه فوتبال بوردو، Union Bordeaux Bègles*                                                                                       | فوتبال، راگبی ۱۵ نفره                           |
| وزراشتادیون                                   | ۴۲٬۱۰۰ | برمن                   | آلمان               | اروپا          | باشگاه ورزشی وردر برمن | فوتبال                                          |
| Great American Ball Park                      | ۴۲٬۰۵۹ | سینسیناتی، اوهایو      | ایالات متحده آمریکا | آمریکای شمالی  | Cincinnati Reds | بیسبال                                          |
| Estádio do Zimpeto                            | ۴۲٬۰۵۵ | ماپوتو                 | موزامبیک            | آفریقا         | | فوتبال، دو و میدانی                             |
| The Gabba                                     | ۴۲٬۰۰۰ | بریزبن                 | استرالیا            | اقیانوسیه      | Australia nationalکریکت team*, Queensland Bulls, Brisbane Heat, Brisbane Lions                                                    | کریکت، فوتبال استرالیایی                        |
| McHale Park (Páirc Mhic Éil)\|                | ۴۲٬۰۰۰ | کسلبار                 | جمهوری ایرلند       | اروپا          | Mayo GAA | فوتبال گیلیک، هورلینگ                           |
| ورزشگاه یونیورسیتاریو                         | ۴۲٬۰۰۰ | سن نیکولاس د لوس گارزا | مکزیک               | آمریکای شمالی  | باشگاه فوتبال تیگرس اونال | فوتبال                                          |
| ورزشگاه آرنا دا بایشادا                       | ۴۲٬۰۰۰ | کوریتیبا               | برزیل               | آمریکای جنوبی  | باشگاه فوتبال اتلتیکو پارانائنزه                                                                                                  | فوتبال                                          |
| Chengdu Sports Centre                         | ۴۲٬۰۰۰ | چنگدو، سیچوآن          | چین                 | شرق آسیا       | Chengdu Blades | فوتبال                                          |
| ورزشگاه ژوفروا-گیشار                          | ۴۲٬۰۰۰ | سن-اتین                | فرانسه              | اروپا          | باشگاه فوتبال سن-اتین | فوتبال                                          |
| ورزشگاه رویال بافوکنگ                         | 42,000 | Phokeng                | آفریقای جنوبی       | آفریقا         | Platinum Stars F.C. | راگبی ۱۵ نفره، فوتبال، دو و میدانی              |
| ورزشگاه شهرداری قونیه                         | ۴۲٬۰۰۰ | قونیه                  | ترکیه               | غرب آسیا       | باشگاه فوتبال قونیه‌اسپور | فوتبال                                          |
| ورزشگاه دارول مکمور                           | ۴۱٬۸۹۵ | کوانتان                | مالزی               | جنوب شرقی آسیا | باشگاه فوتبال پاهانگ | فوتبال، دو و میدانی                             |
| Nationals Park                                | 41,888 | Washington, D.C.       | ایالات متحده آمریکا | آمریکای شمالی  | Washington Nationals | بیسبال                                          |
| ورزشگاه گیگانته آروییتو                       | ۴۱٬۶۵۴ | روساریو، سانتا فه      | آرژانتین            | آمریکای جنوبی  | باشگاه فوتبال روساریو سنترال | فوتبال                                          |
| Wrigley Field                                 | 41,649 | Chicago                | ایالات متحده آمریکا | آمریکای شمالی  | Chicago Cubs | بیسبال                                          |
| Estádio Serra Dourada                         | ۴۱٬۵۷۴ | گویانیا                | برزیل               | آمریکای جنوبی  | Goiás Esporte Clube*, Vila Nova Futebol Clube*                                                                                    | فوتبال                                          |
| ورزشگاه یوونتوس                               | ۴۱٬۵۰۷ | تورین                  | ایتالیا             | اروپا          | باشگاه فوتبال یوونتوس | فوتبال                                          |
| Wuyuan River Stadium                          | ۴۱٬۵۰۶ | هایکو                  | چین                 | شرق آسیا       | | دو و میدانی، concerts                           |
| ورزشگاه ای‌تی‌اندتی پارک                        | 41,503 | San Francisco          | ایالات متحده آمریکا | آمریکای شمالی  | San Francisco Giants | بیسبال، فوتبال آمریکایی                         |
| Estadio Morelos                               | ۴۱٬۵۰۰ | مورلیا، میچوآکان       | مکزیک               | آمریکای شمالی  | Monarcas Morelia | فوتبال                                          |
| ورزشگاه گویانگ                                | ۴۱٬۳۱۱ | گویانگ                 | کره جنوبی           | شرق آسیا       | Goyang KB | فوتبال                                          |
| مجموعه ورزشی کاچامی                           | ۴۱٬۳۰۰ | سیوداد گویانا          | ونزوئلا             | آمریکای جنوبی  | Atlético Club Mineros de Guayana                                                                                                  | فوتبال                                          |
| ورزشگاه جام‌جهانی دائجونگ                      | ۴۱٬۲۹۵ | دائجون                 | کره جنوبی           | شرق آسیا       | باشگاه فوتبال دائجئون هانا سیتی‌زن                                                                                                 | فوتبال                                          |
| Plaza México                                  | ۴۱٬۲۶۲ | مکزیکوسیتی             | مکزیک               | آمریکای شمالی  | | گاوبازی تورئو                                   |
| ورزشگاه مینت مید پارک                         | ۴۱٬۱۶۸ | هیوستون،               | ایالات متحده آمریکا | آمریکای شمالی  | Houston Astros | بیسبال                                          |
| Truist Park                                   | 41,084 | Atlanta                | ایالات متحده آمریکا | آمریکای شمالی  | Atlanta Braves | بیسبال                                          |
| Comerica Park                                 | 41,083 | Detroit                | ایالات متحده آمریکا | آمریکای شمالی  | Detroit Tigers | بیسبال                                          |
| مجموعه ورزشی آتاناسیو ژیراردوت                | ۴۰٬۹۴۳ | مدئین                  | کلمبیا              | آمریکای جنوبی  | باشگاه فوتبال اتلتیکو ناسیونال، باشگاه فوتبال ایندپندینته مدئین                                                                   | فوتبال                                          |
| Estadio Alejandro Villanueva                  | ۴۰٬۹۳۸ | لیما                   | پرو                 | آمریکای جنوبی  | باشگاه فوتبال آلیانزا لیما | فوتبال                                          |
| Suzhou Olympic Sports Centre                  | ۴۰٬۹۳۳ | سوژو                   | چین                 | شرق آسیا       | | دو و میدانی                                     |
| Şenol Güneş Sports Complex                    | ۴۰٬۷۸۲ | طرابزون                | ترکیه               | غرب آسیا       | باشگاه فوتبال ترابزون‌اسپور | فوتبال                                          |
| ورزشگاه کاشیما ساکر                           | ۴۰٬۷۲۸ | کاشیما، ایباراکی       | ژاپن                | شرق آسیا       | باشگاه فوتبال کاشیما آنتلرز | فوتبال                                          |
| Valley Children's Stadium                     | ۴۰٬۷۲۷ | فرزنو، کالیفرنیا       | ایالات متحده آمریکا | آمریکای شمالی  | Fresno State Bulldogs football | فوتبال آمریکایی                                 |
| Estadio Campeón del Siglo                     | ۴۰٬۷۰۰ | مونته‌ویدئو             | اروگوئه             | آمریکای جنوبی  | باشگاه فوتبال پنیارول | فوتبال                                          |
| Guaranteed Rate Field                         | 40,615 | Chicago                | ایالات متحده آمریکا | آمریکای شمالی  | Chicago White Sox | بیسبال                                          |
| ورزشگاه المپیک هلسینکی                        | ۴۰٬۶۰۰ | هلسینکی                | فنلاند              | اروپا          | تیم ملی فوتبال فنلاند | فوتبال، دو و میدانی                             |
| Vanderbilt Stadium                            | ۴۰٬۵۵۰ | نشویل، تنسی            | ایالات متحده آمریکا | آمریکای شمالی  | Vanderbilt Commodores football | فوتبال آمریکایی                                 |
| Baotou Olympic Sports Centre Stadium          | ۴۰٬۵۴۵ | بائوتو                 | چین                 | شرق آسیا       | | دو و میدانی                                     |
| ورزشگاه کوتو پرییرا                           | ۴۰٬۵۰۲ | کوریتیبا               | برزیل               | آمریکای جنوبی  | باشگاه فوتبال کوریتیبا | فوتبال                                          |
| ورزشگاه آرسی‌دی‌ئی                              | ۴۰٬۵۰۰ | بارسلون                | اسپانیا             | اروپا          | باشگاه فوتبال اسپانیول | فوتبال                                          |
| Nagoya Dome                                   | ۴۰٬۵۰۰ | ناگویا                 | ژاپن                | شرق آسیا       | اژدهایان چونیچی | بیسبال                                          |
| ورزشگاه استمفورد بریج                         | 40,343 | London                 | بریتانیا            | اروپا          | باشگاه فوتبال چلسی | فوتبال                                          |
| Estadio Ciudad de Lanús – Néstor Díaz Pérez   | ۴۰٬۳۲۰ | لانوس                  | آرژانتین            | آمریکای جنوبی  | باشگاه فوتبال لانوس | فوتبال                                          |
| ورزشگاه متروپولیتانو دکابوداره                | ۴۰٬۳۱۲ | کابودار                | ونزوئلا             | آمریکای جنوبی  | Unión Lara | فوتبال                                          |
| Globe Life Field                              | 40,300 | Arlington              | ایالات متحده آمریکا | آمریکای شمالی  | تگزاس رنجرز | بیسبال                                          |
| Lukas Enembe Stadium                          | ۴۰٬۲۶۳ | جایاپورا               | اندونزی             | جنوب شرقی آسیا | | فوتبال، دو و میدانی                             |
| ورزشگاه پتکو پارک                             | 40,209 | San Diego              | ایالات متحده آمریکا | آمریکای شمالی  | San Diego Padres | بیسبال                                          |
| ورزشگاه پاکائمبو                              | 40,199 | سائو پائولو            | برزیل               | آمریکای جنوبی  | باشگاه فوتبال کورینتیانس، باشگاه فوتبال سانتوس، باشگاه فوتبال پالمیراس                                                            | فوتبال                                          |
| ورزشگاه ملی می دین                            | ۴۰٬۱۹۲ | هانوی                  | ویتنام              | جنوب شرقی آسیا | تیم ملی فوتبال ویتنام، باشگاه فوتبال ویتل                                                                                         | فوتبال                                          |
| ورزشگاه میلود هدفی                            | ۴۰٬۱۴۳ | وهران                  | الجزایر             | آفریقا         | باشگاه فوتبال مولودیه وهران & تیم ملی فوتبال الجزایر                                                                              | فوتبال                                          |
| Estadio George Capwell                        | ۴۰٬۰۲۴ | گوایاکیل               | اکوادور             | آمریکای جنوبی  | Club Sport Emelec | فوتبال                                          |
| ورزشگاه متالیست                               | ۴۰٬۰۰۳ | خارکوف                 | اوکراین             | اروپا          | Metalist 1925 Kharkiv, باشگاه فوتبال شاختار دونتسک                                                                                | فوتبال                                          |
| Jawaharlal Nehru Stadium, Chennai             | ۴۰٬۰۰۰ | چنای                   | هند                 | جنوب آسیا      | تیم ملی فوتبال هند*, باشگاه فوتبال چنایین، Indian Bank Recreational Club                                                          | فوتبال                                          |
| Ladd–Peebles Stadium                          | ۴۰٬۰۰۰ | موبیل، آلاباما         | ایالات متحده آمریکا | آمریکای شمالی  | South Alabama Jaguars football | فوتبال آمریکایی                                 |
| ورزشگاه غدیر اهواز                            | 40,000 | اهواز                  | ایران               | غرب آسیا       | باشگاه فوتبال استقلال خوزستان | فوتبال                                          |
| ورزشگاه باتاکان                               | ۴۰٬۰۰۰ | بالیک‌پاپان             | اندونزی             | جنوب شرقی آسیا | Persiba Balikpapan | فوتبال                                          |
| TDECU Stadium                                 | ۴۰٬۰۰۰ | هیوستون                | ایالات متحده آمریکا | آمریکای شمالی  | Houston Cougars football, Houston Roughnecks                                                                                      | فوتبال آمریکایی                                 |
| Hang Jebat Stadium                            | ۴۰٬۰۰۰ | ایالت ملاکا            | مالزی               | جنوب شرقی آسیا | Melaka Telekom | فوتبال                                          |
| Sultan Ibrahim Stadium                        | 40,000 | ایالت جوهر             | مالزی               | جنوب شرقی آسیا | باشگاه فوتبال جوهر دارالتعظیم |                                                 |
| Peoples Football Stadium                      | ۴۰٬۰۰۰ | کراچی                  | پاکستان             | جنوب آسیا      | HBL FC, تیم ملی فوتبال پاکستان | فوتبال                                          |
| Castelão                                      | 40,000 | سائو لوئیس، مارانهاو   | برزیل               | آمریکای جنوبی  | Moto Club, Sampaio Corrêa | فوتبال                                          |
| ورزشگاه هنگ کنگ                               | ۴۰٬۰۰۰ | هنگ کنگ                | چین                 | شرق آسیا       | تیم ملی فوتبال هنگ کنگ، باشگاه چین جنوبی                                                                                          | فوتبال، راگبی ۱۵ نفره                           |
| JRD Tata Sports Complex                       | 40,000 | جمشیدپور               | هند                 | جنوب آسیا      | local football teams | فوتبال                                          |
| M. Chinnaswamy Stadium                        | ۴۰٬۰۰۰ | بنگلور                 | هند                 | جنوب آسیا      | Karnatakaکریکت team, Royal Challengers Bangalore, تیم ملی کریکت هند                                                               | کریکت                                           |
| March 28 Stadium                              | ۴۰٬۰۰۰ | بنغازی                 | لیبی                | آفریقا         | باشگاه فوتبال الاهلی بنغازی، باشگاه فوتبال النصر بنغازی، Al Tahaddy Benghazi, تیم ملی فوتبال لیبی*                                | فوتبال                                          |
| Negeri Pulau Pinang Stadium                   | ۴۰٬۰۰۰ | باتو کاوان             | مالزی               | جنوب شرقی آسیا | باشگاه فوتبال پنانگ* | فوتبال                                          |
| ورزشگاه ورزشی آکرا                            | 40,000 | آکرا                   | غنا                 | آفریقا         | باشگاه ورزشی هارتس آف اوک، Great Olympics                                                                                         | فوتبال                                          |
| ورزشگاه رنتچلر فیلد                           | ۴۰٬۰۰۰ | هارتفورد شرقی، کنتیکت  | ایالات متحده آمریکا | آمریکای شمالی  | UConn Huskies football | فوتبال آمریکایی                                 |
| Sarawak Stadium                               | ۴۰٬۰۰۰ | کوچینگ                 | مالزی               | جنوب شرقی آسیا | Sarawak FA | فوتبال                                          |
| Stade d'Angondjé                              | 40,000 | Angondjé               | گابن                | آفریقا         | تیم ملی فوتبال گابن | فوتبال                                          |
| ورزشکاه بائوآن                                | ۴۰٬۰۰۰ | شنژن، گوانگ‌دونگ        | چین                 | شرق آسیا       | باشگاه فوتبال شنژن | فوتبال                                          |
| ورزشگاه بوگیوک انگ سان                        | ۴۰٬۰۰۰ | یانگون                 | میانمار             | جنوب شرقی آسیا | local football teams | فوتبال                                          |
| Wuhu Olympic Stadium                          | ۴۰٬۰۰۰ | واها، آن‌هوئی           | چین                 | شرق آسیا       | local football teams | فوتبال                                          |
| Nippert Stadium                               | ۴۰٬۰۰۰ | سینسیناتی، اوهایو      | ایالات متحده آمریکا | آمریکای شمالی  | Cincinnati Bearcats football, باشگاه فوتبال سینسیناتی                                                                             | فوتبال آمریکایی، فوتبال                         |
| Hauptstadion                                  | ۴۰٬۰۰۰ | آخن                    | آلمان               | اروپا          | Aachen-Laurensberger Rennverein e.V.                                                                                              | سوارکاری and پرش با اسب                         |
| Xining Stadium                                | ۴۰٬۰۰۰ | شینینگ                 | چین                 | شرق آسیا       | local football teams | فوتبال                                          |
| Shaoxing China Textile City Sports Center     | ۴۰٬۰۰۰ | شاوشینگ                | چین                 | شرق آسیا       | | دو و میدانی                                     |
| ورزشکاه بائوآن                                | ۴۰٬۰۰۰ | شنژن                   | چین                 | شرق آسیا       | | فوتبال                                          |
| مرکز ورزشی آنقینگ                             | ۴۰٬۰۰۰ | انگینگ                 | چین                 | شرق آسیا       | | دو و میدانی                                     |